# Ceglie Messapica
Ceglie Messapica (fino al 1864 Ceglie, dal 1864 al 1988 Ceglie Messapico) è un comune italiano di 18 472 abitanti della provincia di Brindisi in Puglia. Il centro storico e i rioni si contraddistinguono per la calce bianca, le chianche e le strette viuzze lastricate in pietra. Il territorio si caratterizza per i trulli, le masserie, gli oliveti secolari e le grotte carsiche. Il centro storico alto-medievale è costruito sul colle che in epoca pre-romana ospitava l'acropoli dell'antica città messapica di Kailia.

## Geografia fisica

### Territorio
Il territorio comunale si estende per 132,02 km2 nella parte meridionale dell'altopiano delle Murge tra la Valle d'Itria e il Salento, in una zona collinare al confine con la pianura salentina chiamata Soglia messapica.
- Classificazione sismica:[5] zona 4 (sismicità molto bassa).

### Orografia

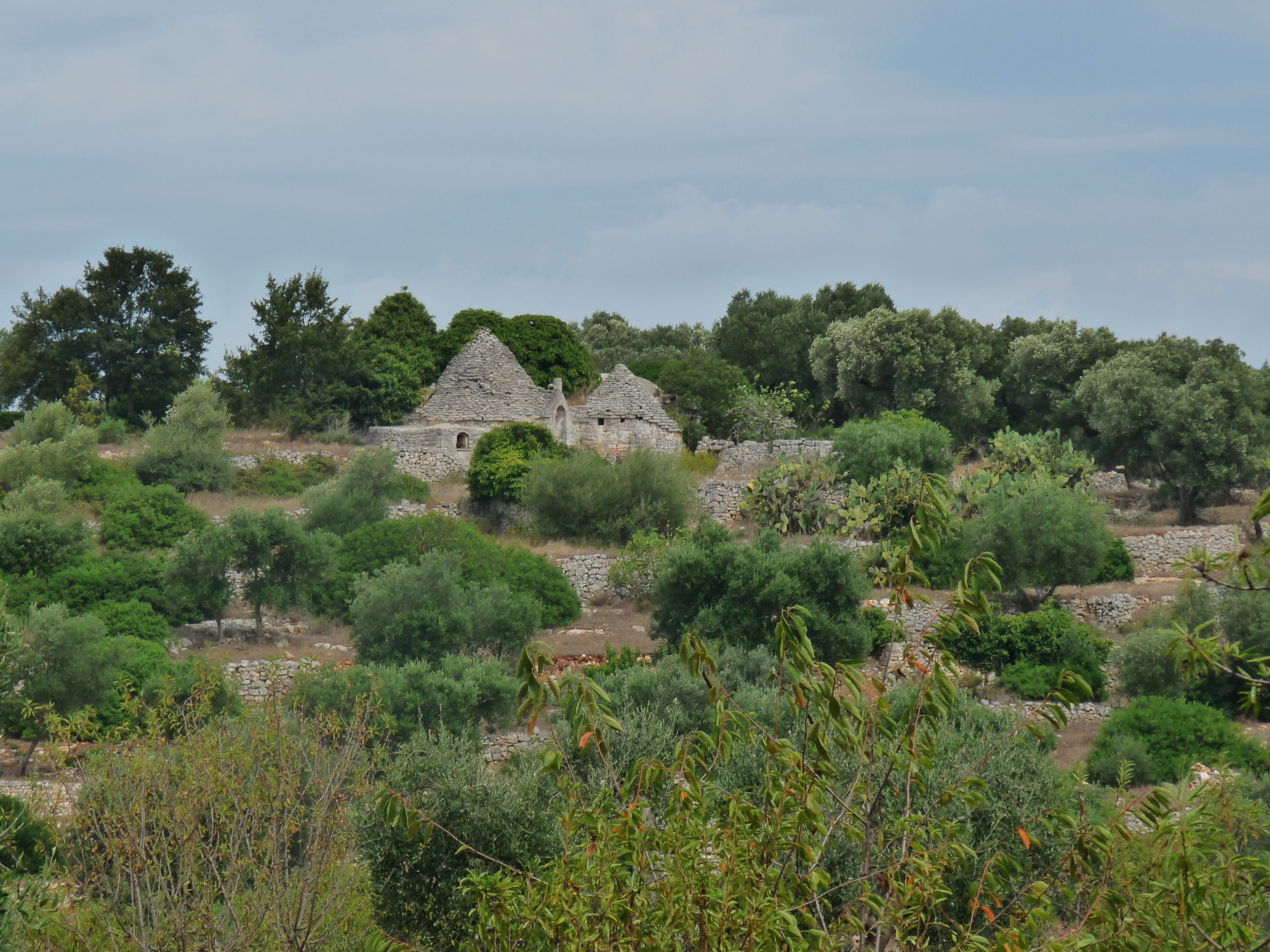
Trullo e terrazzamenti nelle campagne di Ceglie Messapica

Il territorio comunale può essere suddiviso in due macro aree: una, dall'aspetto collinare, si estende sostanzialmente a nord-ovest dell'abitato, si presenta con dolci colline e terrazzamenti con muretti a secco e numerosissimi trulli; l'altra declina lentamente verso la piana salentina. Proprio per questi motivi Ceglie Messapica viene considerata uno degli ultimi lembi meridionali della Murgia. L'altitudine del territorio comunale varia tra i 148 metri s.l.m. della foggia Palagogna e i 385 metri m s.l.m. di Contrada Alfieri. L'abitato invece è posto a un'altezza di 298 metri s.l.m., si estende su due colli, uno dei quali interamente occupato dal centro storico e dalla zona ottocentesca.
Nel territorio sono numerose le forme carsiche (doline, grotte, inghiottitoi, lame): esse hanno un rilevante valore paesaggistico, ambientale, naturalistico ma anche storico-archeologico, in quanto spesso, le grotte in particolare, erano già in epoca preistorica sede privilegiata per gli insediamenti umani. La presenza di diffusi fenomeni carsici è strettamente connessa alle caratteristiche del substrato geologico di questo territorio: ovunque affiorano infatti strati di rocce calcareo-dolomitiche, spessi alcune migliaia di metri e molto fessurate. Le rocce calcaree sono a tratti ricoperte da strati, spesso di esiguo spessore, di "terre rosse", localizzate in particolare nelle aree morfologicamente più depresse, quali le doline e i letti dei principali solchi erosivi.

#### Grotte
Nel territorio di Ceglie risultano essere censite 53 tra cavità, grotte e fratture verticali chiamate dai contadini capivienti o vole. Elenco delle grotte di Ceglie Messapica: Grotta Recupero 1 e 2, Grotte di Montevicoli, Grotta di Zizze, Grotta-Cripta di San Michele, Grotta-Cripta della Madonna della Grotta, Grotta Abbondanza 1,2 e 3, Grotta Masseria Iazzo (wanda), Grotta del Frantoio, Grotta Donna Lucrezia, Grotta di Nisco, Grotta Masseria le Croci 1 e 2, Grotta San Pietro, Grotta dei Grilli, Grotta Abate Nicola, Grotta Olmo, Grotta di Fedele Grande (Grotta del Cavaddone), Pozzo Alfieri, Vora dell'Olmo, Grotta Sardella 1, 2 e 3, Grotta dei Messapi, Grotta Antelmi, Grotta della Cantina, Grotta delle Meraviglie, Grotta Madonna Piccola, Grotta Tagliente, Grotta Marangi, Vora di Castelluzzo, Grotta Abate Amato, Vora Facciasquata, Inghiottitoio Facciasquata, Grotta Ciarlete, Grotta del Frantoio Scolepie, Grotta Angeluzzi 1 e 2, Grotta Montagnulo, Grave Vuotolo Rosso, Grotta specchia Abate Amato, Voraginetta Insarti, Inghiottitoio Lecci, Grottina di San Pietro, Grotta Madonna della Grotta 2, Grotta Masseria Tamburo, Grotta Insarti, Grotta del Campo Sportivo, Grotta del Monte Vecchio, Grotta Masseria San Pietro.

### Idrografia
L'idrografia superficiale è quasi completamente assente dal territorio; le uniche forme riconducibili sono alcuni invasi artificiali di piccole dimensioni scavati nella roccia per raccogliere le acque piovane e chiamati comunemente "fogge". Si pensa che le fogge abbiano un'origine tardo medioevale, bizantina o addirittura risalente all'epoca messapica. Quelle presenti nel territorio sono denominate Foggia Marangi, Foggia di Sant'Anna, Foggia Vetere, Foggia di Lamarina Nuova, Foggia di Casamassima, Foggia Palagogna, Foggia Nova e Foggia Gaetano Oliva.

### Clima
Ceglie gode di un tipico clima mediterraneo, mite e confortevole nei periodi primaverile e autunnale, estati caldo umide e inverni non eccessivamente freddi.
Le temperature medie mensili risentono dell'influenza degli eventi atmosferici del Mar Mediterraneo nord orientale e oscillano dai 7,4 °C nei mesi freddi, ai 23,8 °C nei mesi estivi. Rari i casi di forti escursioni termiche, i mesi con maggiore scarto termico fra massime e minime risultano essere i mesi estivi con una differenza tra massime e minime di circa 10 °C. Il vento influenza il clima della zona attraverso correnti fredde di origine balcanica (che in inverno rendono l'aria gelida), oppure calde di origine africana (che rendono l'estate afosa). Il territorio di Ceglie risulta avere una ventosità media annua, secondo l'atlante eolico italiano, tra i 5 e 6 m/s.
Non è infrequente che, durante le notti invernali, il termometro scenda sotto zero, anche di diversi gradi (−3 °C, −4 °C) con conseguente formazione di estese gelate, o che si registrino nevicate con importanti accumuli nevosi, soprattutto quando il mare Adriatico meridionale è colpito da ondate di aria fredda di origine artico-continentale (come, ad esempio, nel 1987, 1993, 2001, 2006, 2009 e nel 2014). Nel marzo del 1949 si è raggiunto quasi un metro di neve. D'estate, invece, occasionalmente si verificano intense e lunghe ondate di calore, che rendono il clima torrido e portano le temperature su valori talvolta superiori ai 40 °C.
Le precipitazioni annuali si attestano sull'ordine dei 700 mm di pioggia, distribuiti prevalentemente nel periodo da ottobre a marzo. La primavera e l'estate sono caratterizzate da periodi di siccità.
A Ceglie Messapica, precisamente preso la masseria Seppunisi, dal 2008 è attiva una stazione meteo amatoriale facente parte della rete di stazioni meteorologiche dell'associazione Meteo Valle D'Itria.
| Ceglie Messapica           | Mesi | Mesi | Mesi | Mesi | Mesi | Mesi | Mesi | Mesi | Mesi | Mesi | Mesi | Mesi | Stagioni | Stagioni | Stagioni | Stagioni | Anno  |
| Ceglie Messapica           | Gen  | Feb  | Mar  | Apr  | Mag  | Giu  | Lug  | Ago  | Set  | Ott  | Nov  | Dic  | Inv      | Pri      | Est      | Aut      | Anno  |
| -------------------------- | ---- | ---- | ---- | ---- | ---- | ---- | ---- | ---- | ---- | ---- | ---- | ---- | -------- | -------- | -------- | -------- | ----- |
| T. max. media (°C)         | 10,6 | 11,4 | 13,7 | 17,4 | 21,6 | 26,3 | 29,3 | 29,5 | 24,4 | 19,6 | 15,9 | 11,8 | 11,3     | 17,6     | 28,4     | 20,0     | 19,3  |
| T. min. media (°C)         | 5,1  | 5,5  | 7,3  | 9,1  | 13,0 | 17,6 | 20,3 | 20,4 | 16,8 | 13,2 | 10,2 | 6,4  | 5,7      | 9,8      | 19,4     | 13,4     | 12,1  |
| Precipitazioni (mm)        | 81,6 | 74,9 | 74,0 | 54,0 | 38,6 | 26,4 | 18,1 | 25,8 | 53,1 | 81,4 | 93,8 | 99,6 | 256,1    | 166,6    | 70,3     | 228,3    | 721,3 |
| Giorni di pioggia          | 8,7  | 8,0  | 6,6  | 8,0  | 5,0  | 3,2  | 1,9  | 2,3  | 4,6  | 7,0  | 7,8  | 9,7  | 26,4     | 19,6     | 7,4      | 19,4     | 72,8  |
| Umidità relativa media (%) | 80   | 74   | 73   | 71   | 65   | 57   | 56   | 58   | 67   | 75   | 81   | 81   | 78,3     | 69,7     | 57       | 74,3     | 69,8  |

- Classificazione climatica di Ceglie Messapica[18]:
  - Zona climatica D;
  - Gradi giorno 1542.

## Origini del nome
Sull'origine del nome di Ceglie si è molto discusso, in particolare il nome greco della città è stato oggetto di indagini, ipotesi e leggende. Oltre alla testimonianza di Strabone che cita la città, vi sono le tante testimonianze della numismatica cegliese, che di fatto attesta la presenza di una zecca nel centro messapico. Monete, quelle cegliesi che riportano su un lato la figura di Minerva (probabilmente il simbolo della antica città), che viene rappresentata galeata(armata) o laureata (cinta da alloro); sul retro il nome di "KAIΛΙΝΩΝ" o "KYΛΛΙΝΩΝ", altre volte solo con "KA" o più spesso con "nωn/NΩN". Quella numismatica è l'unica testimonianza diretta inerente al nome antico della città. Spesso i ritrovamenti cegliesi, tra i quali le monete sopracitate, sono state erroneamente attribuite alla città di Ceglie nella Peucezia, ossia Ceglie del Campo, equivoci originati dalla negligenza di chi negli anni si è occupato degli scavi e della loro classificazione. Secondo alcuni storici il nome greco di Ceglie deriverebbe da Kalόs (καλός [-ή] [-όν]/ aggettivo) il cui significato è "bello", secondo ciò il significato del nome della città sarebbe "posto bello". Secondo altri, invece, il nome di Kailia (Καιλια) dall'antica città di Calidone (in greco antico: Καλυδών, Kalydṑn), la patria di Diomede, eroe della mitologia greca, il quale secondo la leggenda, in fuga da Troia, sarebbe approdato nell'antico Salento, terra dei Messapi e che nel suo viaggio nella penisola italiana avrebbe fondato varie città tra cui Vasto (Histonium), Andria, Brindisi, Benevento, Argiripa (Arpi) presso l'attuale Foggia, Siponto presso l'attuale Manfredonia, Canusio (Canosa di Puglia), Equo Tutico (Ariano Irpino), Drione (San Severo), Venafrum (Venafro) e infine Venusìa (Venosa). Oltre alla somiglianza tra i nomi greci di Ceglie e Calidone, vi è anche un altro dato interessante che riguarda l'orografia. Infatti Calidone proprio come Ceglie sorgeva su due colli vicini ed elevati, l'attuale centro storico medioevale di Ceglie infatti è arroccato su di un colle (lo stesso sul quale un tempo sorgeva l'acropoli di Kailia) a 303 m s.l.m., mentre sull'altro colle sorge la Chiesa di San Rocco e si sviluppano i rioni settecenteschi e ottocenteschi. La somiglianza del territorio forse ha fatto sì che il nome della città antica di Ceglie fosse dedicato alla patria stessa di Diomede. Secondo altri ancora l'origine del nome di Ceglie deriverebbe direttamente dagli Illiri che dalla vicina Albania si stanziarono nella Puglia. La parola Ceglie secondo una teoria filologica di Giovanni Semerano, deriverebbe invece dallo sloveno "Celija", o dallo slavo "Kelija".

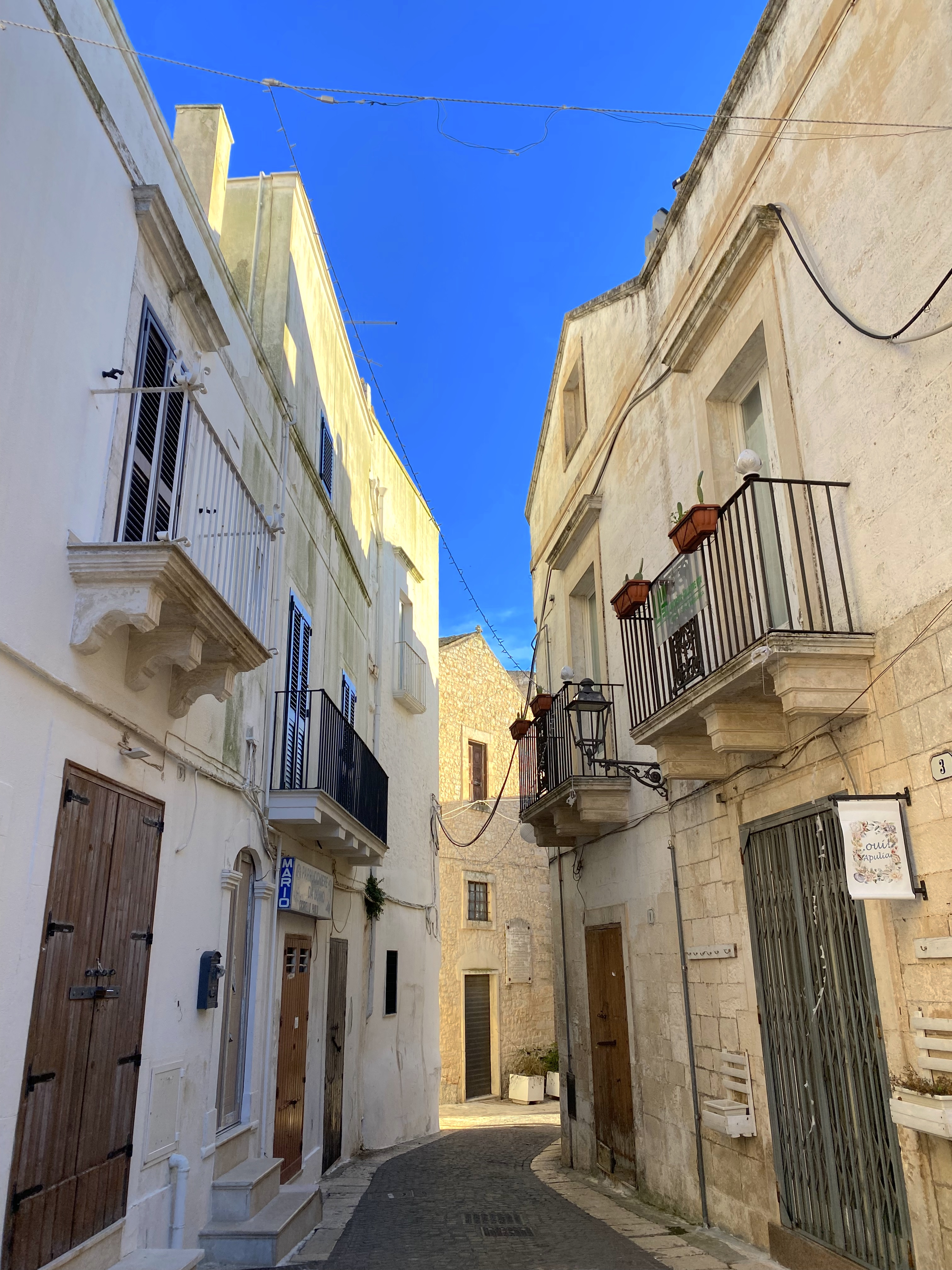
Via del Centro Storico

… Questa Città di Ceglie, …, non vi è dubbio sia una bellissima Città, dove anticamente era la Rocca, e già si vedono le ruine delle sue antiche Mura, ch’erano di gran circuito. Ella è posta oggi nel numero delle Città. Oggi replico il suo circuito è di non poco ambito: onde le sue abitazioni sono assai strette essendo che peraltro sia di Popolo assai abbondante. È sita su di un alto Colle dipendente dall'Appennino, da dove con assai bella prospettiva, si scuoprono a colpo d'Occhio non solo il Mare supero, ma tutte le sottoposte Campagne. Abbonda molto di Grani, Biade, ed assai più di Oglio, possedendo un ampio spazioso Uliveto. I frutti sono abbondantissimi, e di ogni sorte. Il Terreno è produttivo di belli talenti. Il suo Aere salutevole, benché assai freddo. Insomma tutto vi è di commodo alla vita umana. E questo fu il motivo, che i Cretesi colsero il tempo del fondo di detta Città, e del Clima per essere non solo consimile alla Capitale Oria, anzi maggiore ancora…

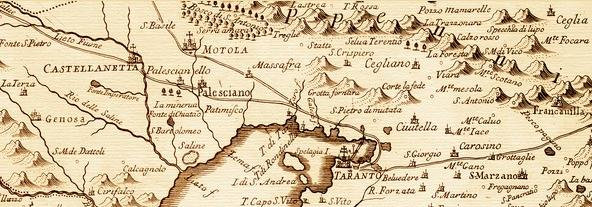
Le Murge

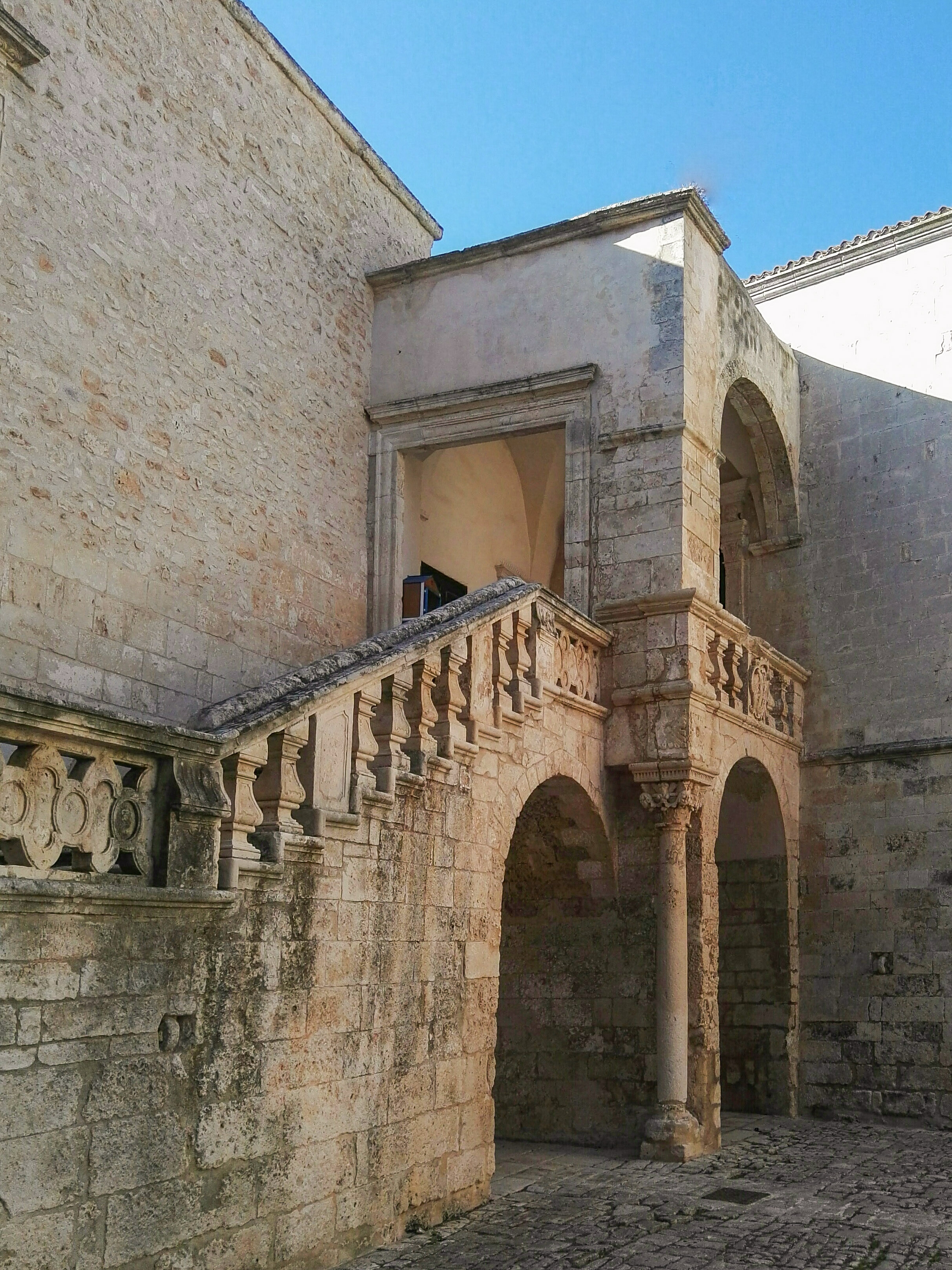
Il Castello Ducale

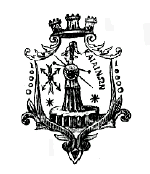
Stemma di Ceglie adottato dal 1864

### Evoluzione dei nomi della città
- Kailia (Καιλια)[22]: nome della città in età ellenistica, epoca in cui era abitata dai coloni greci; citata da Strabone.
- Caelia, Caelium: nome latino adottato in seguito all'occupazione romana del 267 a.C.; citata da Plinio il Vecchio.
- Castellum Caeje[23]: nome usato in età normanna;
- Cilia[24];
- Celio[25];
- Cilij / Celie del Galdo o Guado: nome utilizzato per identificare la città utilizzato nel medioevo e con diverse citazioni nel 1600 e fino al 1806[26]. L'appellativo guado, probabilmente derivante dal tedesco, a sua volta derivante dal longobardo wald, indicava una della caratteristiche della Ceglie e della Valle d'Itria di quel periodo, cioè quella di essere circondata da fitti boschi di querce;[27][28]
- Ceglia: XVII secolo (vedasi cartina delle Murge);
- Ceglie: tra il 1806 e il 1864;
- Ceglie Messapico: l'appellativo Messapico fu introdotto con un Regio Decreto, pubblicato in Gazzetta Ufficiale 17 marzo 1864, in memoria dell'antico popolo dei Messapi che, secondo la tradizione, avrebbe fondato la città;
- Ceglie Messapica: l'appellativo Messapico fu trasformato in Messapica con decreto del Presidente della Repubblica del 10 ottobre 1988 n. 921.

## Storia
Secondo la tradizione, la fondazione di Ceglie sarebbe legata alla venuta della tribù iapigia dei Messapi, al quale è attribuita la costruzione di manufatti megalitici noti con il nome di specchie. In realtà il territorio era frequentato però già da millenni prima.
Era nota ai Greci con il nome di Kailìa. Il nucleo urbano, esteso ai piedi di un colle (nella zona dove attualmente sorge la stazione ferroviaria), era difeso da fortificazioni i cui resti sono noti con il nome locale di "Paretone". Presso la città sarebbero sorti santuari urbani dedicati alle divinità greche Apollo (in corrispondenza dell'odierna chiesa di San Rocco) e sotto la Basilica di Sant'Anna nel corso dei lavori di sondaggio i frammenti di ceramica votiva e resti del tempio della dea Latona madre di Apollo e Diana (Archivio 1987). Oltre che santuari extra-urbani come quello dedicato ad Afrodite collina Montevicoli.
La città fu punto di avvistamento del popolo dei Messapi con i centri di Oria e Brindisi a lungo in lotta contro la spartana Taranto che aspirava a uno sbocco sul mar Adriatico. In epoca romana la città era decaduta ma non cessa l'attività antropica, come testimoniano alcune sepolture di epoca romana, in particolare il nucleo urbano va a scindersi in vari insediamenti rurali.
Le dinamiche insediative di Ceglie medievale sono state ampiamente analizzate in un convegno di studi del 2009. In età normanna Ceglie è nota come feudo, Castellum Caeje, sotto l'autorità del Castellano Paganus che delinea i suoi confini con la potente città di Ostuni. In età sveva il borgo è noto come Celie de Galdo (Ceglie della Foresta) ed era tenuto a contribuire, insieme al casale di Santa Maria dei Grani, alla manutenzione del castello di Oria. Il suo feudatario più importante fu Glicerio de Persona (Glicerio de Matino) già feudatario di Matino e del Casale di Tuglie, signore delle Terre di Ceglie del Gualdo, di Mottola, di Soleto e del Casale di San Pietro in Galatina. Glicerio parteggiò per Manfredi di Sicilia contro gli angioini. Caduto anche Corrado IV di Svevia figlio di Federico II di Svevia, Glicerio fu il capo dei difensori nell'assedio di Gallipoli che rappresentò l'ultimo tentativo di resistenza degli svevi contro gli angioini. Alla caduta di Gallipoli Glicerio fu catturato, condotto in carcere nel castello di Brindisi (insieme con i figli Gervasio, Giovanni e Perello) e condannato per fellonia, subì il patibolo.. I possedimenti cegliesi furono confiscati e ceduti ad Anselino de Toucy.
Dotato di un castello, il feudo fu successivamente in possesso delle famiglie Orimi, Scisciò, Brancaccio, Dentice, Pignatelli, Lubrano e degli arcivescovi di Brindisi.
Nel territorio circostante erano già stati fondati gli importanti monasteri dell'abbazia di Sant'Anna, alla periferia dell'odierno abitato e della Madonna della Grotta, di cui resta la chiesa, sulla via vicinale per Francavilla Fontana. Nel 1521 venne costruita al posto della chiesa matrice la collegiata, ingrandita e arricchita di decorazioni barocche nel 1786.
Il 24 ottobre 1584 il feudo venne ceduto in permuta da Cornelio Pignatelli a Ferdinando Sanseverino, conte di Saponara e barone di Viggianello. I Sanseverino ampliarono il castello e promossero la fondazione del convento dei Cappuccini, oggi scomparso, e di quello dei Domenicani, sede del comune fino al 2005. Ai Sanseverino subentrarono quindi i Lubrano, che nella persona di don Diego Lubrano, ottennero il 21 settembre 1641, il titolo di duca sul feudo di Ceglie e i Sisto y Britto: in seguito all'estinzione di questa casata con il duca Raffaele, nel 1862, il castello e le residue proprietà dell'ex feudo vennero ereditate dalla famiglia Verusio, i passaggi del titolo tra le famiglie Lubrano, Sisto y Britto e Verusio avvenerò tramite matrimoni di membri delle famiglie.
Durante il Risorgimento ebbe sede a Ceglie una vendita carbonara, da parte di Domenico Termetrio di Cisternino, e una sezione della Giovine Italia, da parte di Pietro Elia, amico personale di Giuseppe Mazzini. Dopo l'annessione al Regno d'Italia visse un periodo di fioritura e agli inizi del XX secolo vide una crescita demografica, nonostante la presenza del fenomeno dell'emigrazione.
Un importante segno alla storia cittadina di fine Ottocento l'apportarono due sindaci, Giuseppe e Francesco Elia (padre e figlio), che ottennero tra l'altro entrambi l'onorificenza di Commendatore dell'Ordine della Corona d'Italia; da loro fu avviato e poi seguito nel ruolo di membri del consiglio provinciale di Terra d'Otranto (Francesco fu anche vicepresidente del consiglio della provincia di Terra d'Otranto) il lungo processo durato quasi cinquant'anni che portò alla costruzione del tronco ferroviario Francavilla Fontana- Ceglie - Cisternino - Martina Franca - Locorotondo. La costruzione della ferrovia fu praticamente realizzata però solo negli anni venti del Novecento, infatti l'inaugurazione della stazione avvenne il 14 agosto 1924. Qualche anno prima il territorio cegliese fu interessato dalla realizzazione di un'altra importante opera pubblica, la costruzione del canale principale dell'acquedotto pugliese.
Nel corso della seconda metà del Novecento la cittadina si è modificata da un punto di vista sociale, si è persa infatti la vocazione prettamente agricola e artigiana (principalmente nel settore tessile) della popolazione, gli abitanti di Ceglie infatti, come quelli della provincia sono stati assorbiti dalle grandi industrie nate a Brindisi e Taranto. Gli anni 1960 sono stati, come nel resto del paese gli anni del boom edilizio, si è infatti assistito anche a Ceglie a uno sviluppo del tessuto urbano, gli anni in cui il "vecchio" lasciava il posto al "nuovo" (veniva abbattuto il convento dei Cappuccini con annessa Chiesa per far posto all'Ospedale Civile).
Rilevanti negli anni 1980 furono le lotte bracciantili e sindacali contro il caporalato, che videro in prima linea tra gli altri la già Ministra dell'agricoltura Teresa Bellanova, e sviluppatesi anche in seguito a tragici eventi che videro coinvolte in incidenti stradali anche vittime cegliesi.
Gli anni 1990 sono stati segnati dalla crisi definitiva del settore tessile, con la chiusura di vari stabilimenti.

### Simboli
Un primo antico stemma di Ceglie rappresentava un castello con tre torri. Uno scudo con questa immagine si trova scolpito sulla facciata del carcere (attuale Piazza Vecchia) costruito nel 1568, e appare riprodotto, con l'aggiunta di una corona a tre punte, su un sigillo del 1752 conservato presso l'Archivio di Stato di Napoli. Con l'abolizione della feudalità, l'Università cegliese si dotò nel 1812 di un nuovo emblema: una torre rotonda, chiusa, con tre merli alla guelfa e su di essi un'aquila imperiale a volo spiegato. Nel 1864 fu scelto come nuovo simbolo un guerriero messapico armato con due lance, faretra con frecce, due saette, due stelle a otto punte, accompagnato dall'iscrizione in caratteri greci Kailinon.
Lo stemma comunale attuale è stato riconosciuto con Decreto del Presidente del Consiglio dei ministri del 6 marzo 1953.
Il gonfalone, concesso con D.P.R. del 24 marzo 1981, è un drappo di giallo.

## Monumenti e luoghi d'interesse

### Architetture religiose

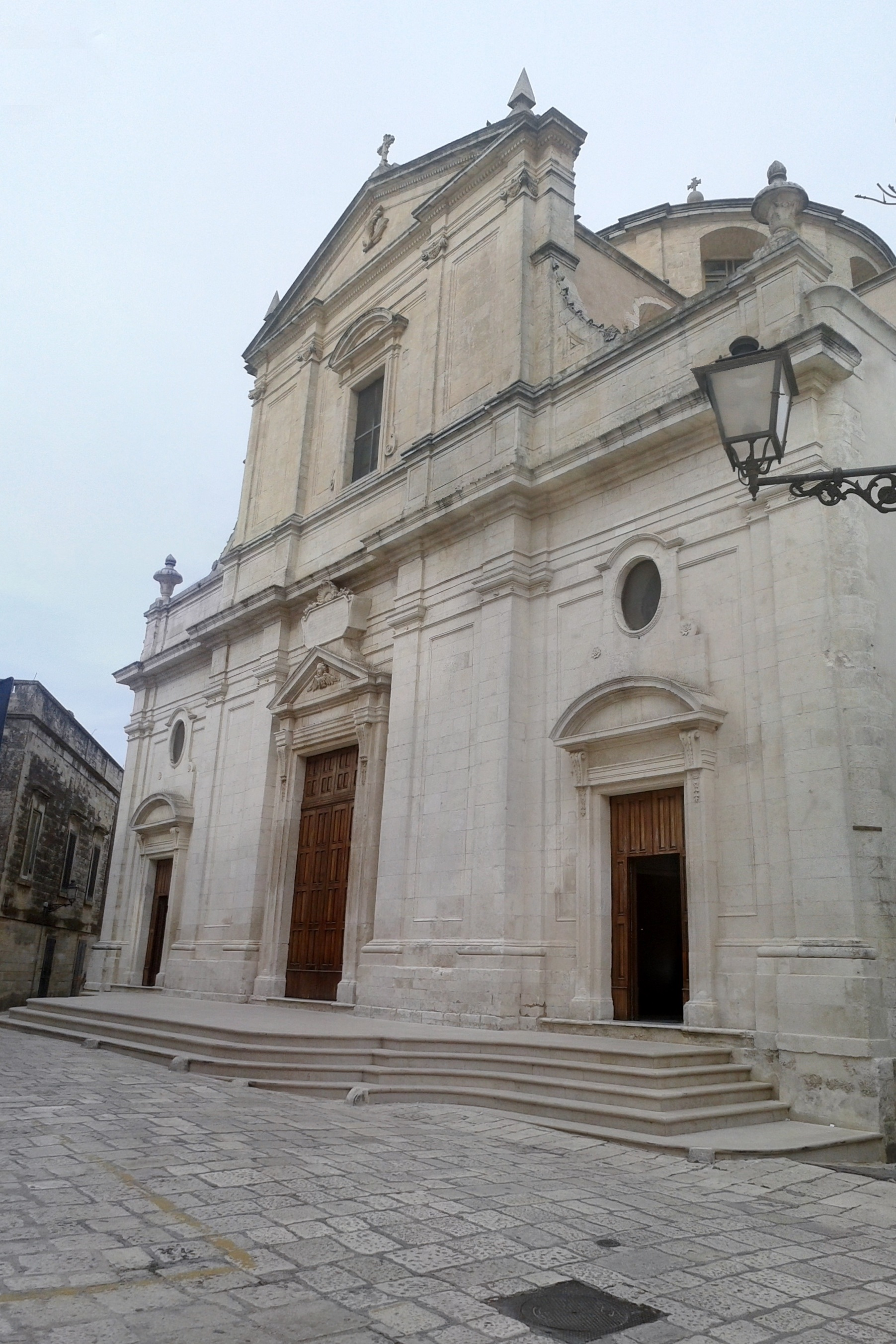
Collegiata di Santa Maria Assunta

- Collegiata di Santa Maria Assunta, sorge sulla vecchia acropoli, già tra il IX-X secolo d.C. esisteva un luogo di culto cristiano edificato su un preesistente tempio pagano. Il tempio cristiano fu ampliato dai Sanseverino nel 1521, ne conosciamo l'architettura grazie ad alcuni affreschi conservati in vari luoghi di culto di Ceglie, mentre l'attuale edificio risale al 1786. Infatti tra il 1781 e il 1786 l'edificio sacro fu distrutto sia perché non sufficiente ad accogliere la popolazione che era cresciuta sia perché nel 1743 il terremoto di Nardò ne aveva leso la struttura[43]. Il complesso risulta avere una pianta a croce greca ed è affiancato dalla torre campanaria, la facciata è in stile neoclassico, la cupola è maiolicata[44]. L'interno appare maestoso, è decorato da numerosi affreschi opera di Domenico Carella ed è ricco di altari in marmi policromi di cui uno dedicato al patrono della città (sant'Antonio da Padova). Tra le opere visibili nella chiesa si ricorda: il Crocifisso ligneo del XVI secolo collocato nell'abside sinistro; la statua di Sant'Antonio da Padova del XVIII secolo; la pala posta sull'altare raffigurante l'Immacolata Concezione, la scultura in pietra policroma raffigurante Cristo uscente dal sepolcro, opera del XVI secolo attribuita a Raimondo da Francavilla e conservata nella sagrestia. Tra gli affreschi spicca quello raffigurante cena biblica con veduta prospettica della Ceglie di fine Settecento.

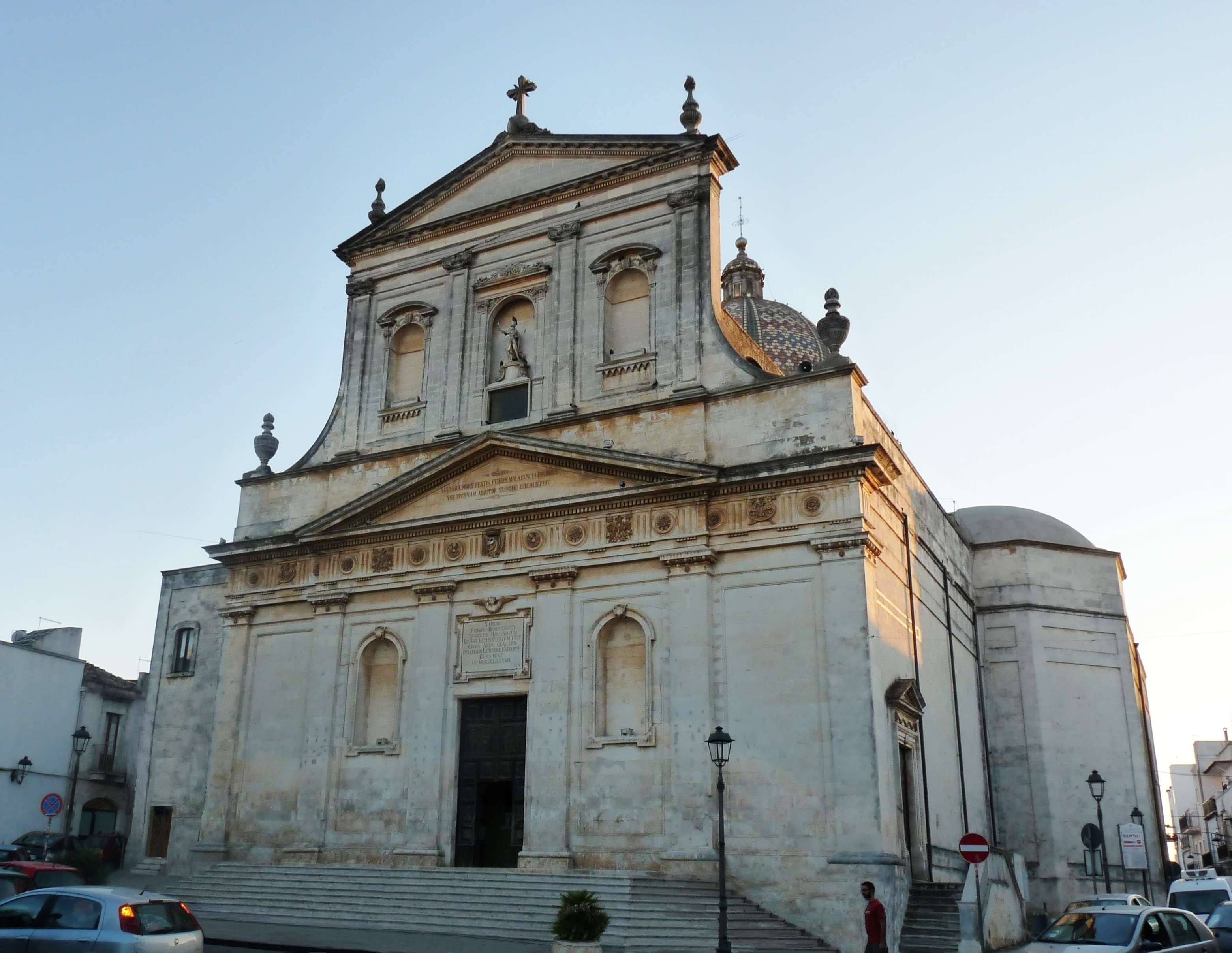
Chiesa di San Rocco

- La chiesa di San Rocco, fu costruita sul punto più alto di una collina dove sorgeva una cappella edificata intorno al XVI secolo dedicata al santo di Montpellier. Su quel colle, si dice che in tempi remoti fosse ubicato un tempio pagano che cambiò nome quando la popolazione, afflitta da pestilenze, cominciò a rivolgersi al santo protettore degli appestati[45]. Le prime notizie riguardanti la storia dell'edificio risalgono al 1595, quando fu compiuta una visita apostolica nella diocesi di Oria da parte di S.E. mons. Camillo Borghesi vescovo di Castro. Dalla relazione di questa visita si capisce che vi è la prima costruzione di una chiesa dedicata a san Rocco fuori dalle mura a Ceglie. La struttura attuale del tempio fu realizzata su progetto dell'ing. Antonio Guariglia di Lecce anche se fu attuato con notevoli variazioni. Non fu eseguito il pronao tetrastilo toscano. All'interno lo stile ionico fu sostituito dal composito. Al posto dell'attuale elegantissima cupola nel progetto si vede una semplice volta, allo stesso livello di quella della navata centrale. La facciata appare solenne soprattutto grazie alle ardite soluzioni architettoniche. Il santuario fu costruito con la fattiva collaborazione dell'intera popolazione di Ceglie, principalmente dagli abitanti del rione (all'epoca contrada) "mammacara". La chiesa è composta da tre navate, una centrale e due laterali e da una quarta trasversale che dà a tutto il tempio una forma di croce. La facciata anteriore è dello stesso stile del duomo di Taranto. A destra e a sinistra, della facciata, furono ricavate quattro nicchie in cui dovevano essere collocate altrettante statue con al centro e in alto quella di San Rocco. All'interno del tempio, oltre alla statua lignea del santo, datata XVIII secolo è custodita anche quella litica, datata XVI secolo, proveniente dalla vecchia cappella, abbattuta per fare posto al nuovo edificio. Il campanile a quattro fornici, con altrettante campane di varie dimensioni e suoni è posto proprio sulla perpendicolare della originale sagrestia. La chiesa di San Rocco, fu eletta a parrocchia, nel marzo del 1855, da S.E. mons. Luigi Margarita, vescovo della diocesi di Oria, a seguito dell'assenso concesso da Ferdinando II di Borbone, re delle due Sicilie.

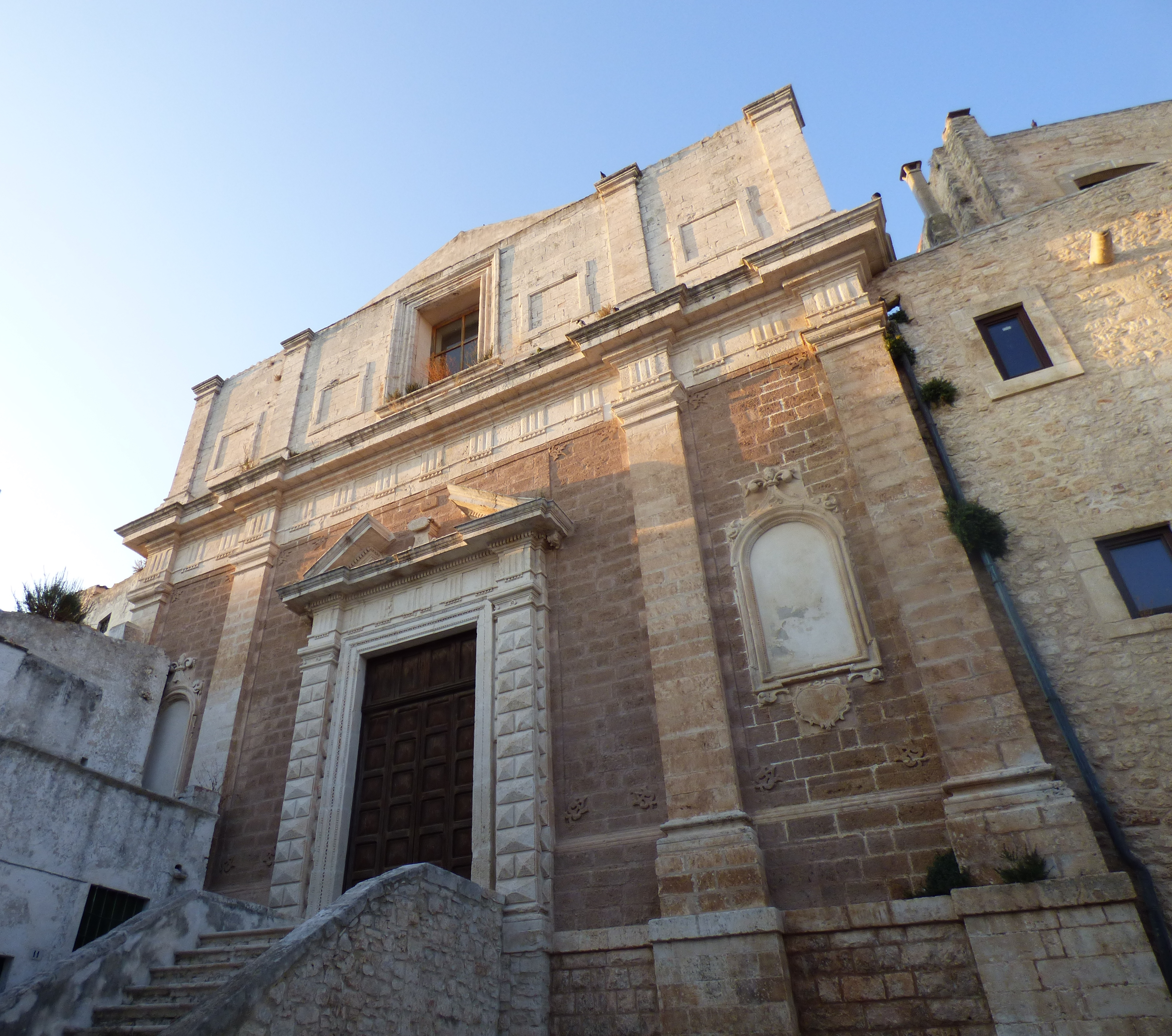
Facciata della Chiesa di San Domenico

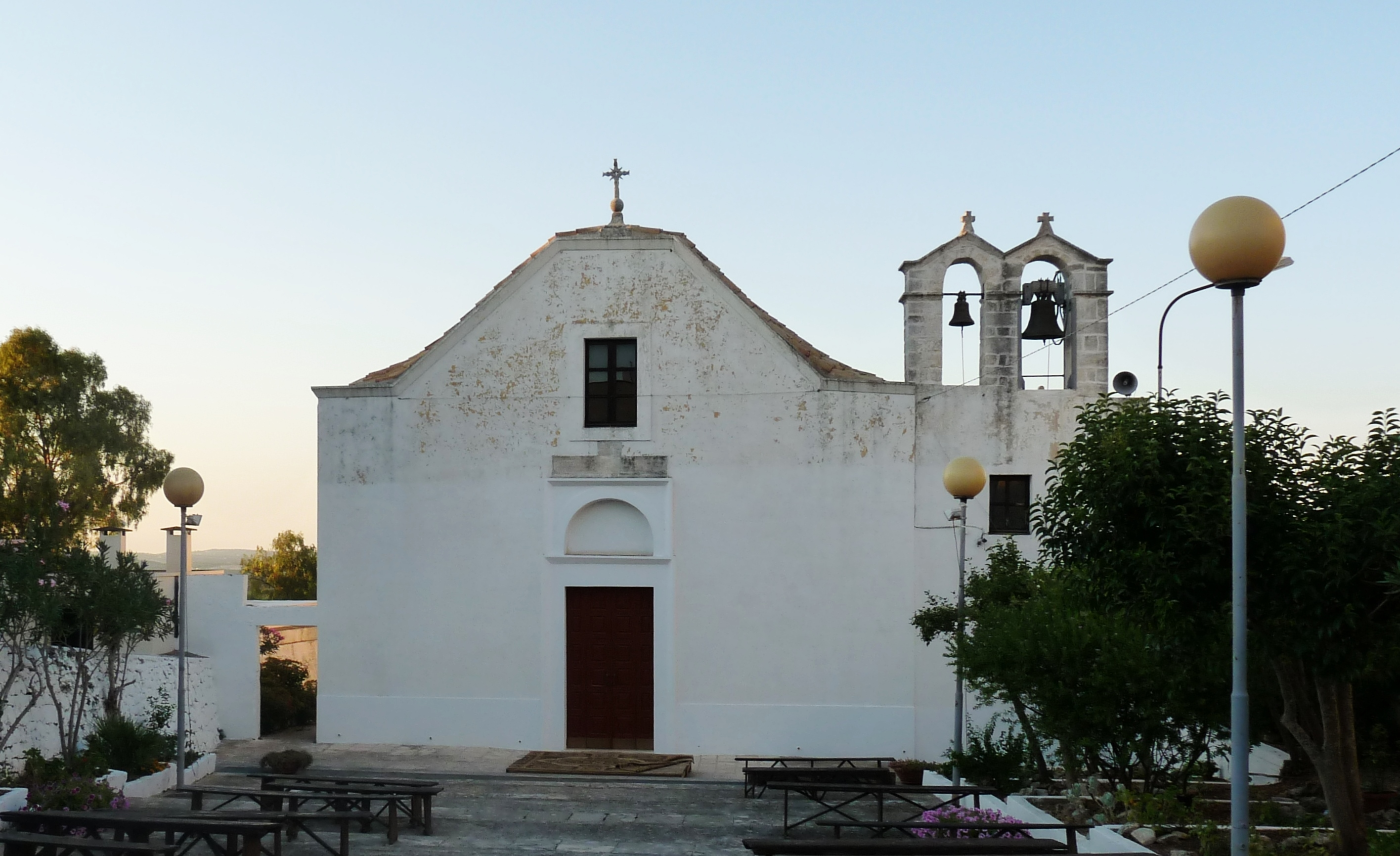
Abbazia di Sant'Anna

- Chiesa di San Domenico, è annessa a un ex convento monacale dell'ordine domenicano che ha ospitato per anni (fino al 2004) la sede del palazzo di città. Il complesso fu edificato tra il 1534 e il 1570, una delle sue ali ha ospitato anche un sanatorio. L'attuale chiesa, costruita tra il 1688 e il 1700, ingloba un preesistente edificio dedicato al culto di san Giovanni evangelista, la cui facciata incompleta è visibile da via Giuseppe Elia. La facciata della chiesa di San Domenico è in stile barocchetto leccese, l'edificio è a una sola navata a cui si affiancano 6 ambienti collaterali, di cui 5 cappelle e un ambiente che conduce all'ingresso laterale. Le 5 cappelle laterali dai caratteristici altari barocchi in pietra sormontati da pale e medaglioni ed accomunate dalla presenza di colonne tortili o bombate, stemmi dell'ordine dei domenicani, statue litiche di santi domenicani, puttini, fregi e decorazioni dorate, sono separate, attraverso balaustre in pietra e cancelletti, e rialzate rispetto alla navata centrale. Nella sagrestia a sinistra, piccolo ambiente posto nelle adiacenze della chiesa per le monache di clausura che per breve periodo hanno abitato il convento, è collocato il sacello della duchessa Isabella Noirot del Belgio, consorte del duca di Ceglie Diego Lubrano, deceduta giovanissima nel 1641[46]. Nella chiesa sono state conservate tra il novembre 1968 e il settembre 2016[47] le settecentesche statue dei Misteri, portate in processione il Venerdì santo.

- Abbazia di Sant'Anna, costruita sui resti di un tempio pagano – come recenti indagini hanno accertato in modo credibile – dedicato presumibilmente alla dea Latona, l'abbazia è datare nel IX secolo, le prime notizie documentate risalgono al 1182 e sono contenute nel Codice diplomatico brindisino[48]. La facciata dell'abbazia, semplice e lineare, è caratterizzata dai campanili a vela a un fornice, simili a quelli della chiesa dell'Annunziata e della chiesa della Madonna della Grotta. Nella parte posteriore, sotto la calce si riconosce un protiro trecentesco di stile gotico. L'interno, a una sola navata, spicca per la vivace policromia delle pareti: sopra l'ingresso è visibile il grande affresco trecentesco raffigurante la morte della Santa. Di notevole pregio una tela di autore ignoto raffigurante la Sacra Famiglia, e il dipinto a olio ottocentesco attribuito a Vito Nicola Galeone, raffigurante la Madonna col Bambino e santi Cosimo, Damiano e Antonio di Padova. L'altare, tipicamente barocco nelle forme, conserva la statua lignea della Santa del XVIII secolo[49]; sulla sommità è collocato il dipinto della Presentazione di Maria al Tempio.
- Chiesa di San Gioacchino, costruita per rispondere alla crescita demografica della città fuori le mura, in particolare in corrispondenza del rione Muriggini. La chiesa nella sua architettura è ispirata in parte al Pantheon di Roma, lo si nota dalla tozza e grande cupola. All'interno gli affreschi e la volta della cupola fanno da contrasto con la calce bianca delle pareti dando al tempio un aspetto molto luminoso.

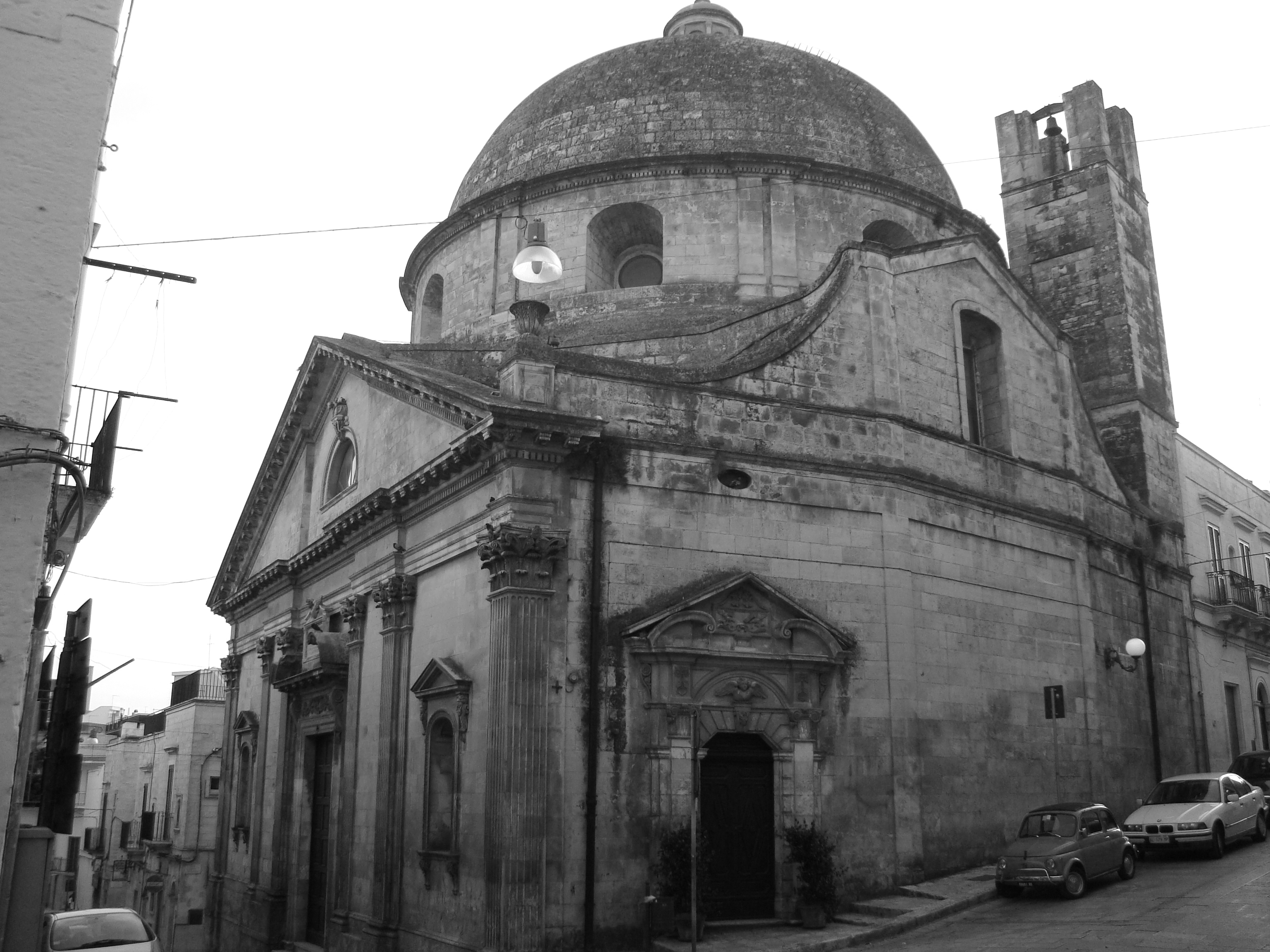
Chiesa di San Gioacchino

#### Altre strutture religiose

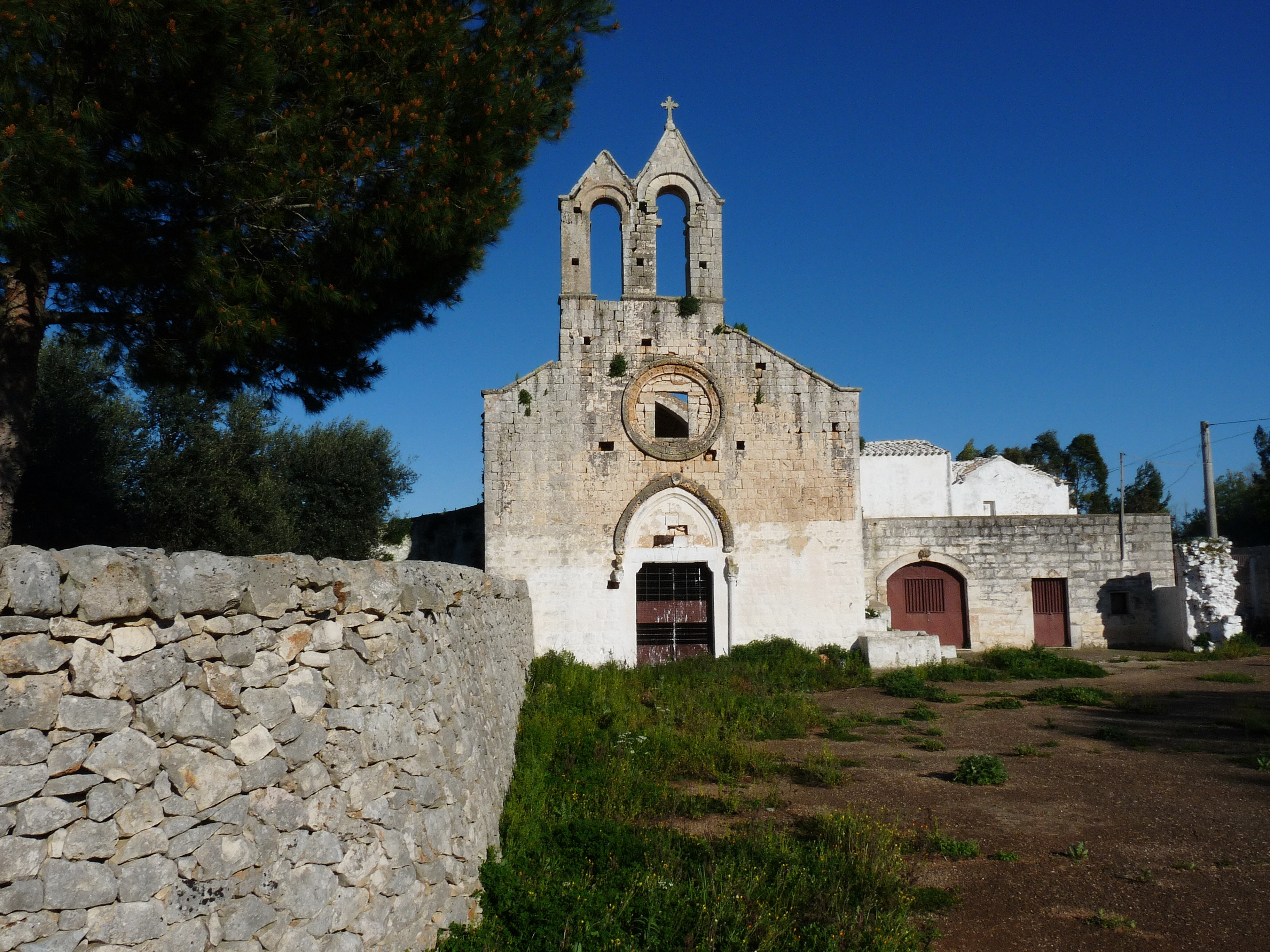
Chiesa rurale della Madonna della Grotta.

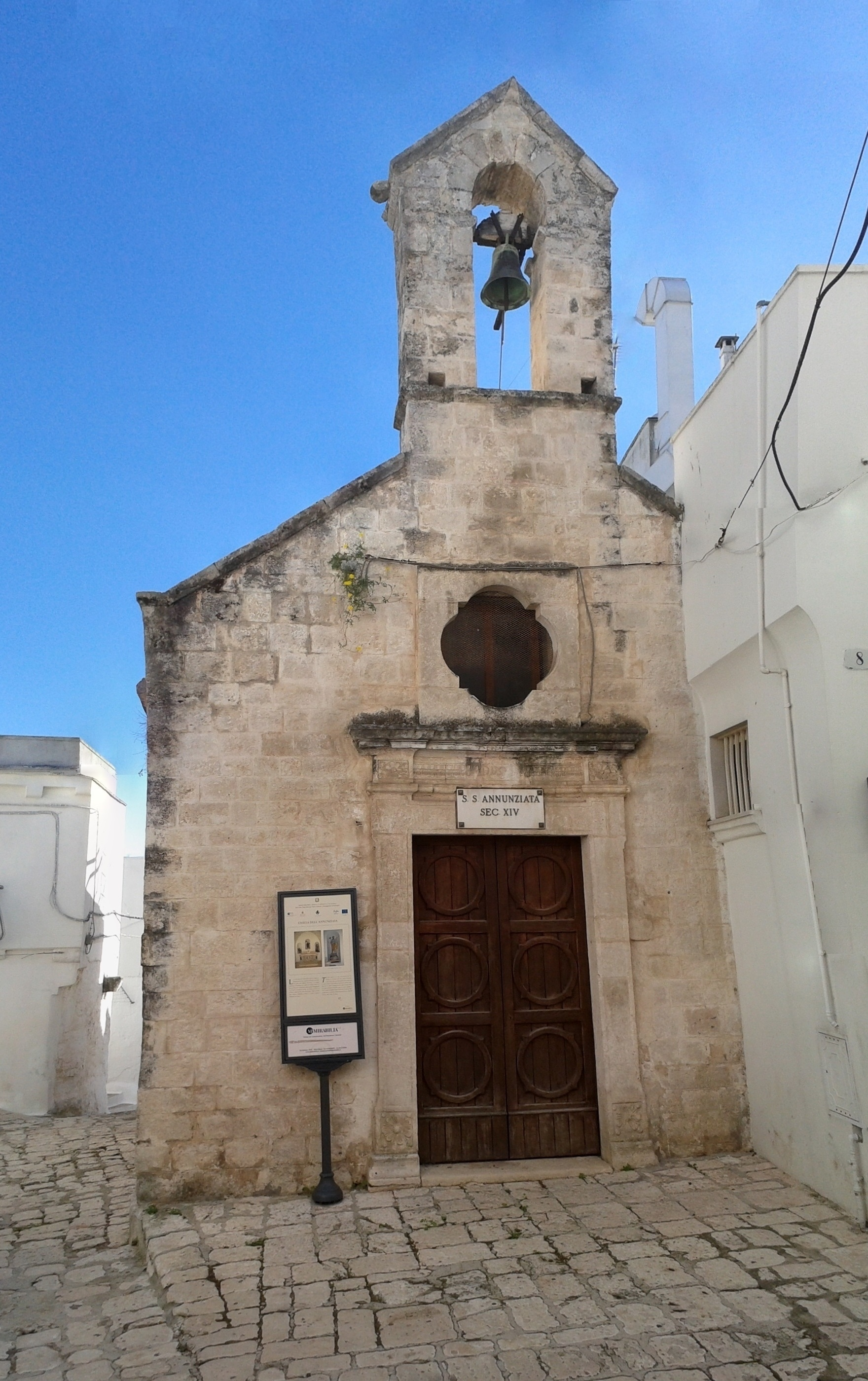
Chiesa dell'Annunziata

- Chiesa Madonna della Grotta: è un'antica (IX secolo) chiesa in stile gotico, situata sulla vecchia strada che da Ceglie conduce a Francavilla Fontana. La facciata della chiesa è arricchita da un ampio rosone del quale rimane la ghiera esterna e da un campanile a vela. La chiesa versa in uno stato di abbandono.
- Cripta Basiliana di San Michele Arcangelo: cripta edificata all'interno dell'omonima grotta carsica nell'agro di Ceglie sulla strada che conduce a Francavilla Fontana. All'interno sono visibili un altare e degli affreschi tra cui quello della Madonna Orante dell'VIII secolo[50].
- Chiesa di Sant'Antonio Abate (sconsacrata): piccola chiesa secondo alcuni studiosi risalente all'alto Medioevo (fine X secolo), tuttavia secondo lo storico locale Rocco Antelmy la chiesetta risale a molti secoli prima, in particolare l'incisione sull'architrave riportante "In hoc signo vinces" farebbe pensare all'edificazione del tempio in un periodo prossimo all'editto di Costantino (IV secolo d.C); si trova nel centro storico nei pressi della porta del Monterrone[51].
- Chiesetta dell'Annunziata: chiesa in stile gotico del XIV secolo, si trova nel centro storico nell'omonima via nei pressi della piazza vecchia. La facciata della chiesa è sormontata da un campanile a vela, l'interno è a un'unica navata.
- Chiesa di San Demetrio: piccola chiesa nel centro storico di Ceglie. L'aspetto attuale risale al XIX secolo, come si evince dall'epigrafe posta sull'architrave[52], anche se il tetto e il piccolo campanile a vela laterale sono stati ricostruiti tra il 2011 e il 2013 in seguito a un importante restauro che ha riguardato tutto l'edificio. Nel corso dei lavori sono emersi i resti di una chiesa a tre navate risalente al XIII secolo e delle camere funerarie[53]. Altre notizie sul edificio risalgono al XVI secolo. La chiesa per secoli, fino al 1968 data dell'ultimo crollo, è stata in uso alla Confraternita dell'Immacolata Concezione. Nel settembre 2016 hanno fatto rientro nella chiesa le settecentesche statue dei Misteri trasferite prima del crollo (novembre 1968) nella chiesa di San Domenico[47].
- Chiesa di Santa Maria degli Angioli (abbattuta): con annesso convento dei padri cappuccini, era ubicata ove sorge oggi l'Ospedale Civile. Il convento, costituito da 20 cellette, fu edificato nel 1566 a spese del comune, dopo che sin dal 1540 erano stati fatti ai cappuccini numerosi inviti a stanziarsi nella città, mentre i lavori per la chiesa iniziarono solo nel 1589. Quando nel 1866 furono soppressi gli ordini religiosi, la struttura passò al comune e divenne ricovero per mendicanti e l'anno dopo, per fronteggiare il colera, sede dell'ospedale cittadino. Nel 1965 la dichiarò pericolante ed inagibile; venne quindi abbattuta per lasciare posto al nuovo ospedale.[54]
- Chiesa delle Monache Donne: La Chiesa è inglobata dalla chiesa di San Domenico, l'edificio troppo piccolo per le esigenze dei domenicani non fu abbattuto ma unito all'attuale chiesa, la facciata è ancora visibile da via Giuseppe Elia, nell'architettura è del tutto simile alla chiesa di Santa Maria degli Angioli, perciò è chiaro come furono costruite nel medesimo periodo, ossia il 1566.
- Chiesa di San Giuseppe e convento[55]. In un primo momento il convento ha ospitato i Padri passionisti poi trasferitisi nella nuova sede nel 1935. Dalla metà del 1946 alla metà di settembre 1953 la chiesa, con l'annesso istituto, è stata sede dell'Opera Don Guanella che accoglieva ragazzi orfani e/o poveri. Nel 1953 l'Istituto accoglieva circa 100 ragazzi delle 5 classi di elementari.[56] Da allora la struttura è affidata alle suore domenicane.
- Chiesa del Sacro Cuore e convento delle suore domenicane missionarie di San Sisto[57] databili attorno al 1936.
- Chiesa di San Paolo della Croce[58] e Convento dei Padri Passionisti, il convento edificato per volontà dei padri passionisti, in luogo diverso rispetto al convento vecchio tra il 1932 e il 1976[59], anno in cui fu ultimata e consacrata la nuova chiesa al di sotto della quale in una cripta giacciono le sacre spoglie di sant'Aurelia vergine e martire.
- Chiesa di Maria Immacolata Madre della Divina Provvidenza: la chiesa e l'omonima parrocchia, nate nel 1955 grazie al contributo di una gentildonna cegliese[60], sono state amministrate per anni da Padri Guanelliani che nell'annesso complesso edilizio gestivano un istituto infantile educativo. Dopo la partenza dei Guanelliani, la parrocchia è passata nella diretta gestione della diocesi di Oria[61]. Nel 2015, dopo la divisione dei beni tra la Diocesi e l'Istituto Religioso, sono iniziati i lavori di riconversione della vecchia chiesa e la costruzione del nuovo edificio sacro, consegnato e dedicato il 26 marzo 2018[62].
- Chiesa di San Lorenzo da Brindisi: la chiesa ospita la parrocchia di più recente istituzione a Ceglie, la chiesa è stata costruita tra il 1985 e il 2008[63].
- Chiesa (rurale) della Masseria Palagogna, fatta costruire per ordine del duca Luigi Sisto y Britto nel 1771.
- Chiesa di San Giovanni Battista (1535 ca.) nei pressi della chiesa di San Domenico e del convento, al fianco dell'antico ospedale, dell'edificio si conserva l'abside e un arco della campata unica, ora al suo interno sorge il centro musicale "Caelium".

### Architetture civili

#### Teatro

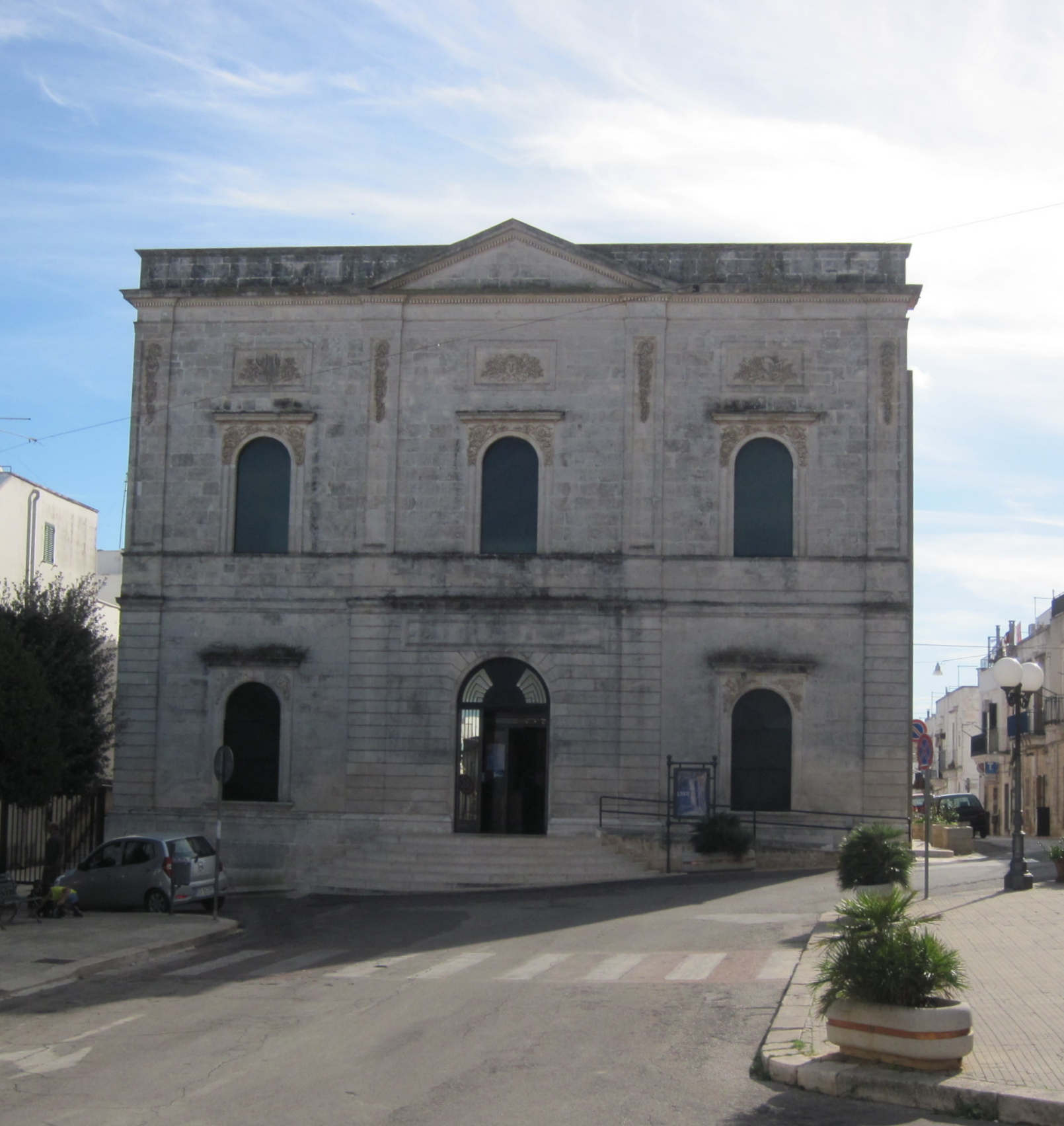
Facciata Teatro Comunale

Alla fine dell'Ottocento l'intera città fu interessata da un processo espansivo con la costruzione di importanti edifici che per l'epoca rappresentarono un salto di qualità nella crescita economica e produttiva della città e della sua popolazione. Il teatro fu progettato dall'ingegnere Antonio Guariglia di Lecce. Il sindaco, Giuseppe Elia, ne avviò i lavori nel 1873 ma l'opera venne terminata molti anni dopo e venne inaugurata il 30 aprile del 1878. I lavori vennero eseguiti da maestranze locali. La facciata, il solo elemento originario che si conserva del Teatro Comunale, chiamato Politeama Giacosa, è in sobrio stile neoclassico e pochi elementi decorativi barocchi, con un solo ingresso ad arco a tutto sesto. Il manufatto architettonico ha svolto la sua funzione di teatro sino agli inizi dei XX secolo per poi diventare, nel corso del tempo, prima cinematografo, poi stalla durante la seconda guerra mondiale, quindi sala matrimoni, infine deposito della nettezza urbana. Dopo una lunga fase di restauro incominciata sul finire del XX secolo la struttura ha ricominciato a svolgere il suo ruolo originario di teatro pubblico.

#### Torre civica dell'Orologio

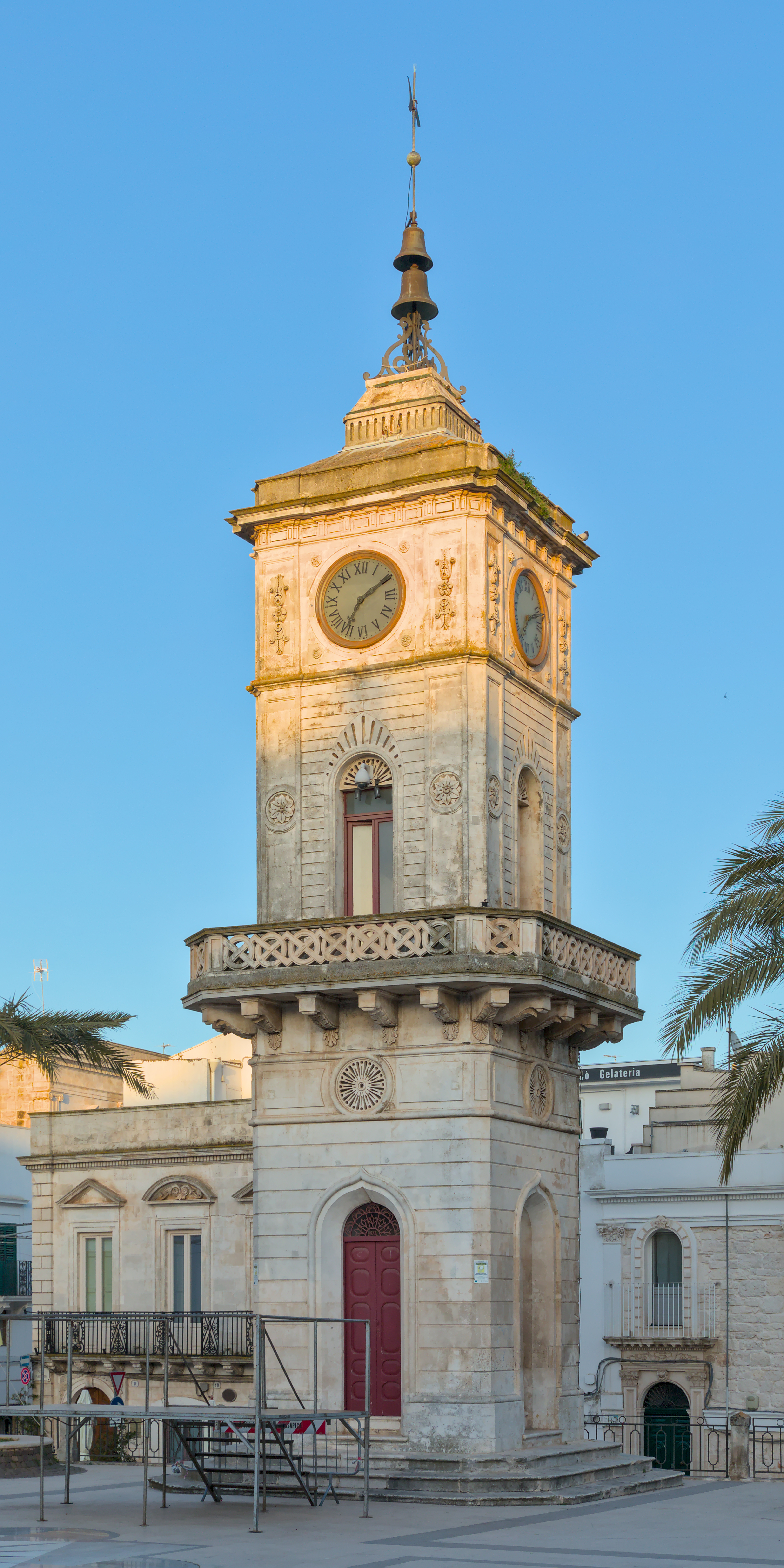
La torre civica dell'Orologio

La torre civica dell'Orologio, comunemente nota come Torre dell'Orologio, si trova in piazza Plebiscito. Fu costruita nel 1890 su progetto dell'ingegnere Paolo Chirulli. La torre di forma quadrangolare si sviluppa su tre livelli per un'altezza di circa 12 m. Le facciate di aspetto neoclassico sono arricchite da decorazioni che alternano forme geometriche e motivi floreali. Al primo livello nella facciata principale è presente la porta d'accesso alla rampa di scale interna, mentre sulle altre facciate sono presenti delle false porte, ogni porta è sormontata da un rosone circolare. Al secondo livello è presente un balcone che circonda la torre, su ogni facciata è realizzata una porta. Nella parte superiore sono posti i quattro quadranti degli orologi. La torre è sormontata da due campane azionate dal meccanismo dell'orologio che segna lo scoccare dei quarti e delle ore e da una banderuola dei venti.

#### Palazzi
- Palazzo Allegretti, risalente al Settecento, il prospetto è stato rinnovato, in stile neoclassico, nel 1870, con conci in pietra gentile locale. Possiede due ampi portali sovrastati dagli stemmi araldici degli Allegretti e dei Cenci e al suo interno sono conservate volte affrescate. Il palazzo posto nella cerchia esterna del centro storico affaccia sulla piazza Vecchia (fulcro un tempo della vita del centro storico) e su via porta di Giuso. Il palazzo è suddiviso in due ali entrambe proprietà privata.
- Palazzo Chionna, posto nella cerchia esterna del centro storico di Ceglie, si affaccia sulle vie Vitali e Muri. Nato originariamente come casa religiosa abitata dai paolotti o frati minimi divenne in seguito la residenza gentilizia della famiglia Chionna. Di notevole pregio è il portale arcuato, impreziosito da due capitelli compositi, sormontato dallo stemma gentilizio e dalla statua litica di San Francesco di Paola[64].
- Palazzo Epifani, a ridosso del castello ducale in via Forno del Duca. L'edificio è costituito da una parte settecentesca che include il portale a motivi floreali con stemma gentilizio, e una parte ottocentesca costruita in pietra di Ostuni.

- Palazzo Greco, ubicato nell'omonima via, palazzo Greco è un palazzo posto alle spalle della Collegiata. Presenta un ampio portale d'ingresso su cui oltre a essere riportato lo stemma gentilizio della famiglia è riportata anche la data del primo restauro (1750) a cui corrispose un ampliamento della struttura e un rifacimento della facciata seguendo modelli vagamente neoclassici. All'interno del palazzo è presente anche una piccola cappella privata. Vi è un secondo portale d'ingresso A.D. 1887 con stemma gentilizio della famiglia in via Maddalena 10, in continuità alla Collegiata, di proprietà privata.
- Palazzo Nannavecchia - Monaco, situato in via Maddalena, lateralmente alla Collegiata è un palazzo gentilizio seicentesco. È uno dei palazzi più grandi del centro storico; artisticamente costituisce un unicum nell'architettura salentina del periodo in particolare per il teatro privato posto nel piano superiore dell'edificio. La facciata principale del palazzo è arricchita da una loggia, il cui arco è sorretto da due colonne appena rastremate in alto[65], dallo stemma della famiglia e da due maschere apotropaiche. Il portale d'ingresso e una finestra sono sormontati da epigrafi. Il palazzo attualmente è disabitato e versa in stato di abbandono.
- Palazzo Vitale, posto nella cerchia esterna del centro storico di Ceglie, si affaccia sulle vie Vitali e Muri e su largo Ognissanti. Costruito nel 1801 dall'architetto Salvatore Trinchera. Il pianterreno rimanda ai moduli del convesso bugnato fiorentino. Le bugne, in pietra forte hanno assunto con il tempo un colore ambra; la facciata risulta incompleta.

#### Altri palazzi
- Palazzo Camarda (ora Fiorio) Sorge in Largo Ognissanti, dove fino al XVII secolo si ergeva il Palazzo del Sedile
- Palazzo Antelmy, in via Antelmi e Muri. Caratteristico per la loggetta settecentesca e la balaustra belvedere in calcare locale.
- Palazzo Agostinelli, in via San Rocco. Residenza del matematico Cataldo Agostinelli.
- Palazzo Cavallo (ora Gatti), in via Mele. Una delle residenze del poeta dialettale cegliese Pietro Gatti.
- Palazzetto Cenci-Cantuzzi, in via P. Chirulli. Caratteristico per il salone ottagonale.
- Palazzo Chirulli, in via P. Chirulli.
- Palazzo Lupoli, in via V. Esposito. Sul portale d'ingresso un'epigrafe recita "invidus erexit 1680" ("L'invidioso edificò nel 1680").
- Palazzo Lamarina, in via P. Elia e piazza Plebiscito.
- Palazzo Lamarina (ora Padolecchia), in via Ospedale Vecchio e Dante.
- Palazzo Principalli, in via Principalli. Datato 1742.
- Palazzo Urgesi, in via San Rocco, palazzo ottocentesco oggi sede della Banca Popolare Pugliese (già Banca Popolare di Ceglie Messapico).
- Palazzo Marraffa, in Piazza Plebiscito
- Palazzo Chirico, in Piazza Plebiscito
- Palazzo Principalli, in Piazza Vecchia

#### Piazze
- Piazza Plebiscito, in passato nota come "piazza della Croce" poiché esattamente nei pressi dell'antica porta medievale detta "Arco della Croce". È considerata il centro cittadino e il principale luogo d'incontro della comunità. L'aspetto attuale della piazza risale alla fine del XIX secolo, quando fu edificata la Torre dell'Orologio, che spicca al centro della piazza[66]. L'ultima importante riqualificazione è avvenuta negli anni novanta del XX secolo quando l'intera area fu ripavimentata con basole di pietra e fu realizzato lo stemma civico con dei sampietrini. Durante il periodo estivo diviene insieme alle vie circostanti un'area pedonale e ospita la maggior parte degli eventi o manifestazioni estive.
- Piazza Sant'Antonio, è dedicata al santo patrono della città e ospita una statua del santo. Vi si affaccia l'ufficio postale. In passato durante dei lavori sono stati rinvenuti dei resti archeologici, al di sotto della stessa c'è un frantoio ipogeo.
- Piazza Vecchia, era il centro della città Medioevale, subito al di là di Porta di Juso, su di essa si affacciano vari Palazzi Gentilizzi e le antiche carceri, cuore di alcune attività e manifestazioni durante la stagione estiva e sede di locali caratteristici.
- Largo Ognissanti, ampia piazzetta situata nel centro storico, sorge ove un tempo era situatà l'agorà e il pantheon dedicato alle divinità messapiche.

#### Masserie
Le masserie erano delle grandi aziende agricole abitate, a volte, anche dai proprietari terrieri. La grande costruzione rurale comprendeva gli alloggi dei contadini, anche solo stagionali, le stalle, i depositi per foraggi e i raccolti. Sono oltre 100 le Masserie di Ceglie, alcune attive con attività agricole, altre convertite in strutture ricettive, altre ancora abbandonate.
Le masserie dell'agro cegliese presentano fra loro caratteristiche simili. Si sviluppano principalmente intorno a delle corti su cui affacciano l'edificio principale sviluppato su due livelli, numerosi trulli usati come magazzini o stalle e in alcuni casi chiese o cappelle rurali (Masseria Madonna della Grotta, Masseria Epifani, Masseria Galante, Masseria la Selva e altre). Alcune masserie presentano anche delle fortificazioni.
Anche dal punto di vista agrario sono presenti delle similitudini, infatti spesso nei pressi masserie sono individuabili vaste aree di terreno utilizzate come pascolo o seminativo chiamate comunemente "pezze", boschi e aree di macchia mediterranea, più o meno vasti a seconda dei casi, e oliveti di grandi dimensioni.

### Architetture militari

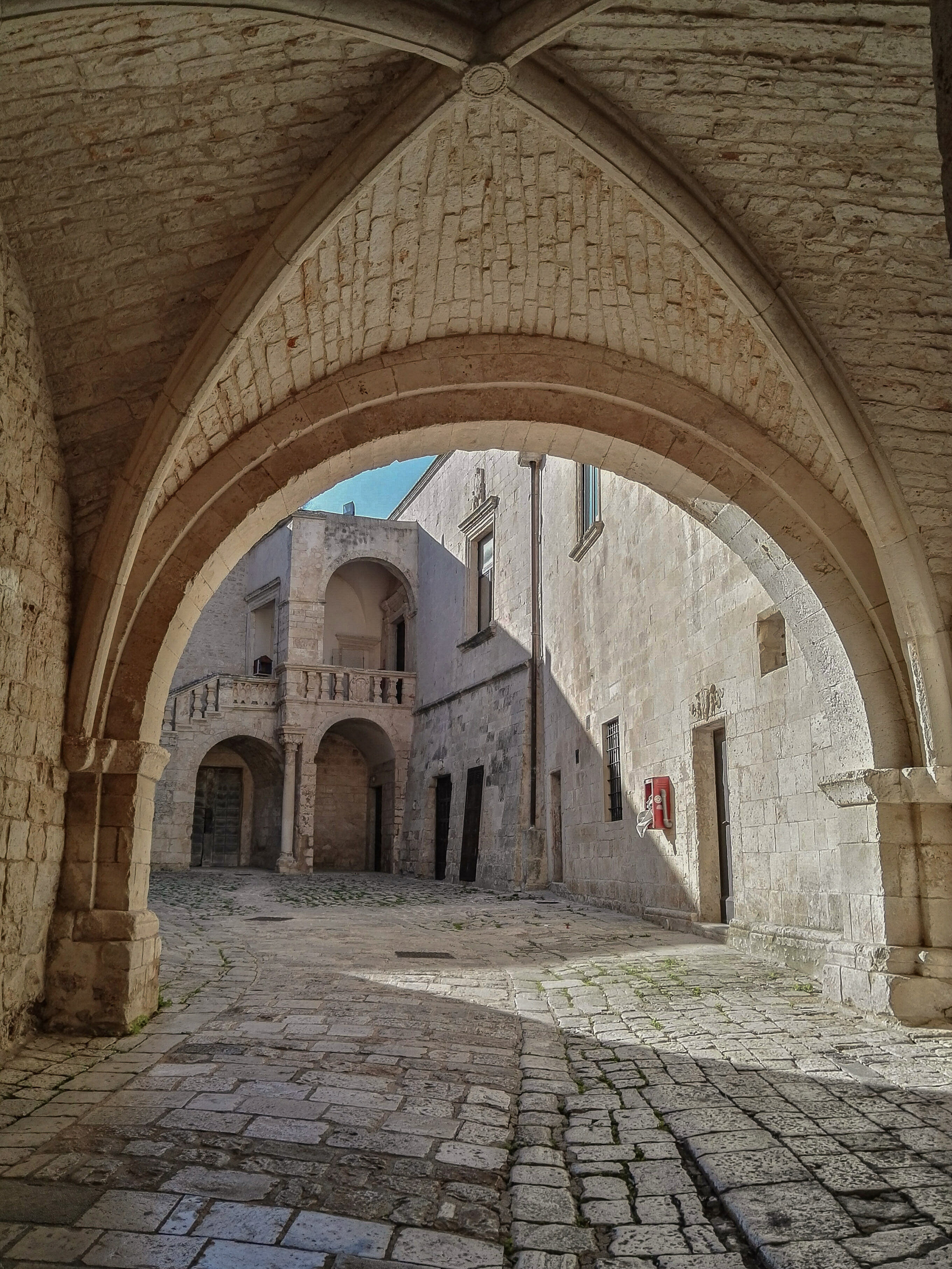
Castello Ducale

#### Castello di Ceglie Messapica
Si erge su uno dei due colli su cui è posta Ceglie. Alla struttura si accede attraverso un ampio portale con arco a tutto sesto e un ingresso con volta d'ogiva che immette nell'atrio di forma irregolare circondato dalle varie ali del castello. Il nucleo originario è costituito dalla Torre Normanna che costituisce la parte originaria del castello, risalente pressappoco al 1100. A fianco alla Torre Normanna fu costruita nel XV secolo torre di forma quadrata che è il simbolo tradizionale della città, è alta 34 m. Nell'atrio, a ridosso della torre normanna è situato un pozzo sormontato da colonne. Sempre nell'atrio sono presenti gli stemmi delle famiglie nobili che si sono avvicendate alla guida del feudo. Di fronte all'ingresso sono posti una scalinata e un portale cinquecentesco che conducono a una delle parti residenziali (ala destra) che ospita la Sala del Consiglio. Il perimetro esterno inoltre comprende tre torrioni angioini di forma circolare.
Dal maggio 2016 nella parte di proprietà comunale sono state trasferite la biblioteca Pietro Gatti e la pinacoteca Emilio Notte.

#### Porte
Erano tre le porte di accesso alla città d'età medioevale, l'attuale centro storico. Gli ingressi erano tutti sorvegliati.
- Porta del Monterrone: era l'accesso posto a nord del centro abitato, permetteva l'accesso a coloro che arrivavano da Martina, Cisternino e Ostuni. È la più articolata delle porte di accesso, composta da due ingressi distinti, quello posto sul lato destro riservato all'accesso dei pedoni (poi murato ma comunque visibile) e l'altro di più grandi dimensioni per l'accesso dei carri e degli animali da soma muniti di basto. Entrambi gli accessi sono caratterizzati da archi a sesto acuto e dalla presenza di due piedritti a cui era agganciati i portoni. Nei pressi della porta è presente anche una torre riservata al Corpo di Guardia.
- Porta di Giuso (Juso), nella parte est del centro storico permetteva l'ingresso a coloro che arrivano al borgo risalendo la salita dell'odierna via Bottega Nisco. La porta è molto semplice, è costituita da una sola arcata a sesto acuto ed è in parte scavata nella roccia. Permette l'accesso a quella che attualmente viene chiamata piazza Vecchia, un tempo il centro del borgo. Al di sopra della porta vi era un tempo una torre per il posto di guardia (abbattuta) che negli atti notarili viene identificata come "torre della mazza".
- Porta dell'Arco della Croce, andata distrutta, si trovava nella parte a sud del borgo all'angolo tra le attuali piazza Plebiscito e via Giuseppe Elia. Era l'accesso utilizzato dalla famiglia ducale e privilegiato da chi era diretto al castello e alla collegiata.

- Porta Antelmy o Arco Antelmy: dopo il periodo medioevale, probabilmente nel Settecento, per sopperire all'aumento demografico della città e per migliorare la viabilità nel centro, vengono creati degli archi o aperture nelle mura medioevali come punti di sfogo. Tra queste aperture vi è quella praticata al di sotto del Palazzo Antelmy, tra via Antelmy e via Muri, proprio dinanzi al palazzo del Municipio. Tale apertura entra fin da subito nel linguaggio dialettale come "Porta Antelmy", tuttavia, nonostante permetta l'accesso al centro storico, la sua natura trascende da quella di accesso medioevale ed è sprovvista di caratteristiche di tipo militare, pertanto non può essere considerata una porta della città, almeno nell'accezione militare di "Porta". Al di sotto di questo arco è posto anche un affresco raffigurante la Madonna del Pozzo.

#### Mura medievali
Dell'impianto murario di età medioevale oltre le due porte sopracitate restano meno evidenze, su di esso infatti è stata edificata la parte più esterna di quello che oggi viene considerato il centro storico medioevale racchiuso tra piazza Plebiscito, via Dante Alighieri, via Porta di Giuso, via Pendinello, via Muri e il castello. Delle torri che cingevano le mura medievali non vi è rimasta traccia alcuna, forse rase al suolo tra il Settecento e l'Ottocento, quando è iniziata l'espansione urbana di Ceglie. Fanno parte del castello tre torri angioine, due delle quali facenti parte delle antiche mura medievali. Delle altre torri si è individuata la posizione, che appare quasi accertata, ve ne erano due nei pressi di porta di Juso, una nei pressi della Porta del Monterrone e un'altra nei pressi di Palazzo Vitale. Per un totale di sette torri certe, e altre non individuate. Rimane incerta la posizione di altre eventuali torri, come quella che si evince essere esistita nei pressi della Porta dell'Arco della croce, a testimoniarlo un affresco ritrovato in una cappella rurale in agro di Ceglie. Le mura medioevali sono riscontrabili in vari tratti tra Via Muri e Via Pendinello, nel giardino Ducale, e all'incrocio tra le vie Elia dove alla torre aragonese vi è collegato un tratto di mura che rimane intatto sino all'entrata di Piazza Plebiscito, dove (è ancora visibile) una loggia che corrisponde al posto di guardia della Porta della Croce. Delle mura originali restano alcuni tratti di scarpa e alcuni barbacani. I tratti meglio conservati si trovano in Via Muri tra il civico 26 e il civico 38 (altezza 8-9 metri); in via Pendinello tra il civico 33 e il civico 35 (lungo barbacane culminante in torre aragonese sventrata); Via Porta di Giuso tra io civico 15 ed il 51 (Porta di accesso, due torri aragonesi sventrate e la scarpa). 

#### Mura messapiche
Del sistema difensivo di età messapica restano maggiori tracce, sono visibili infatti i resti di quattro distinte cinte murarie. La prime due sono poste a ridosso dell'attuale centro abitato, la prima risale verosimilmente al IX secolo a.C.-VIII secolo a.C., la seconda risale al V secolo a.C.-VI secolo a.C., ha un'altezza che varia da tra i 3 m e i 4 m, mentre lo sessore nei punti meglio conservati arriva fino a 7,5 m; è composta in parte da blocchi di grosso taglio, alcuni dei quali lavorati, altri grezzi, mantenuti a secco. Le terza cinta si trovano in direzione San Michele/Francavilla/Villa Castelli a circa 4 km dall'abitato. La quarta a 5 km dall'abitato. La loro costruzione è successiva alla prima cinta, è da collocarsi alla fine del IV secolo a.C. quando la città ebbe bisogno di rafforzare il proprio sistema difensivo al fine di difendersi dagli attacchi della rivale Taranto. La cinta più esterna fungeva anche da collegamento fra le specchie, anch'esse parti del sistema difensivo, presenti in quella zona.

### Siti archeologici
Ceglie era una delle città della Dodecapoli messapica. Tra il 343 a.C. e il 338 a.C. le città messapiche opposero strenua resistenza all'influenza di Taranto, la città fondata da coloni spartani che ambiva a conquistare tutta la Magna Grecia e a consolidare il proprio ruolo egemone sul mare Ionio sull'Adriatico meridionale. Taranto si impose definitivamente su tutta l'area pugliese dopo il 303 a.C. con un trattato che vietava alle navi romane di spingersi più a oriente del Promontorio Lacinio.
Della civiltà messapica rimangono numerosi resti archeologici: il sistema difensivo (specchie, fortini messapici, mura e muraglioni chiamati paretoni), necropoli oltre a iscrizioni, monete, vasi, trozzelle messapiche e reperti vari di natura ceramica o metallica.
Ceglie per la sua posizione naturale in cima a un colle e per il suo territorio collinare da cui era ben visibile Taranto, per i ritrovamenti archeologici (mura, specchie) può essere considerata come una roccaforte della Messapia. Il sistema difensivo era costituito da ben quattro cinte murarie (paretoni) delle quali la più esterna costituiva il collegamento tra le specchie (elevate fortificazioni, in blocchi megalitici, alte anche oltre 20 metri e diametro fino a 60 metri), la cinta di mura più interna aveva un perimetro di 5 km e racchiudeva una popolazione non inferiore ai 40 000 abitanti. Proprio all'interno di tale cinta sono state individuate la maggior parte dei resti della città, i templi e le necropoli da dove provengono le iscrizioni, le monete, i vasi messapici tipo Gnatia e reperti vari, che costituivano i corredi funerari, conservati in piccolissima parte nel locale museo archeologico a Ceglie e nei musei di Taranto, Brindisi, Lecce ed Egnazia, ma, in massima parte dispersi in collezioni private e pubbliche. Ad esempio un vaso rinvenuto nel 1820 raffigurante la lotta tra Diomede e i Messapi si trova presso il museo di Berlino.
Per quanto riguarda le mura e muraglioni chiamati paretoni, in passato si è teorizzata anche una loro origine bizantina riferibile a un limes, ma è oggi accertato che si tratta di sistemi di demarcazione territoriale riferibili all'età medievale.
Gli ultimi ritrovamenti archeologici risalgono al settembre 2006, durante alcuni lavori di ristrutturazione presso via Toniolo, quando fu ritrovata una tomba familiare risalente alla seconda metà del IV secolo a.C., contenente cinque scheletri e un corredo funerario di numerosi manufatti, fra i quali cinture in bronzo e forme ceramiche ornamentali e legate alle funzioni nutrizionali, al 2008 durante i lavori di ristrutturazione del castello di proprietà comunale nell'atrio interno e al 2014 quando in via sant'Aurelia sono emerse le fondamenta di un tratto della cinta muraria interna di epoca messapica.
- Un importante sito archeologico è l'abitato risalente al Paleolitico Inferiore di Donna Lucrezia, tale sito scoperto attorno agli anni 90' non è stato mai oggetto di scavi, tuttavia le evidenze e reperti ritrovati casualmente hanno attirato l'attenzione degli studiosi che ne hanno analizzato l'estensione e i reperti definendolo come uno dei siti più grandi d'Europa.

I reperti principalmente emersi riguardano fossili di ittioliti;
- Importante ma mai soggetta ad operazioni di scavo è l'area archeologica presente nella Masseria di San Pietro, dove è presente un Castelliere di importanti dimensioni che si presenta in buono stato, inoltre la zona è interessata da abitati di varie epoche storiche che negli anni 60' hanno restituito frammenti di ceramiche risalenti all'epoca ellenistica e ad epoche ancora precedenti;
- Varie necropoli di epoca romana e poi medioevale sono presenti e sparse per tutto l'agro, in particolare nella Masseria Campo d'Orlando; Masseria Genovese, contrada Conca di Scrina;
- Vi sono inoltre 2 cripte basiliane con annesse chiese: La cripta di San Michele e la cripta Madonna della grotta, altre cripte e costruzioni rupestri erano presenti nella Masseria Le Croci e nella Masseria Scuolepie.
- In varie grotte dell'agro sono state trovate delle lucerne che attestano la frequentazione del sito in epoca ellenistica e romana prima che cristiana, riconoscendo in luoghi come la grotta di Montescotano o nelle Grotte di Montevicoli dei veri e propri luoghi di culto.

#### Specchie

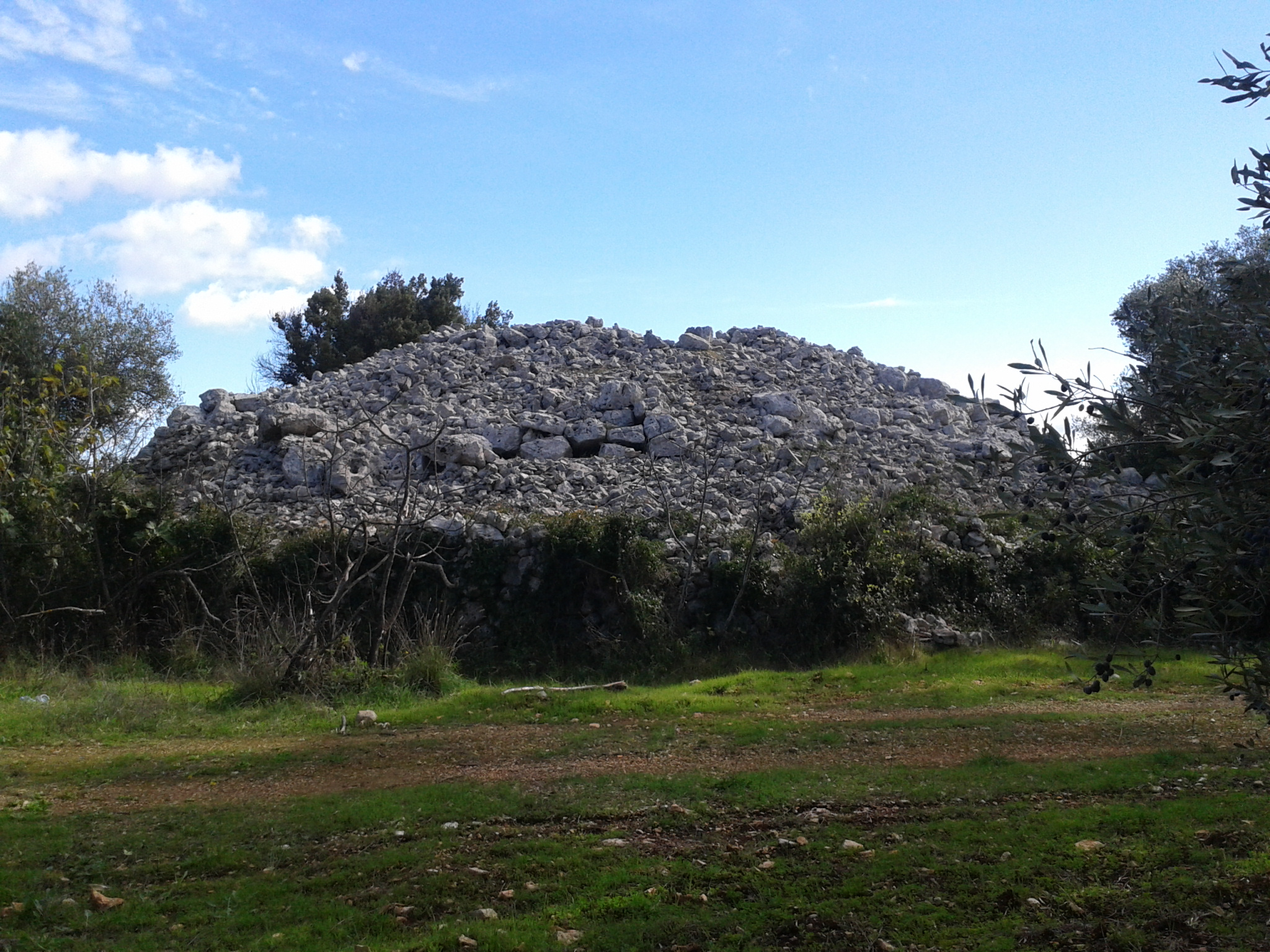
Specchia Puledri

Nell'agro del comune di Ceglie Messapica e di quelli limitrofi sono presenti oltre 20 specchie che circondano l'abitato descrivendo una forma ellittica:
- Specchia Monte Pelusello,
- Specchia Galante
- Specchia Talene o Sardella
- Specchia Facciasquata o Di Lupi
- Specchia Castelluzzo o Miano
- Specchia Santa Lucia,
- Specchia Tarantina II,
- Specchia Gaetano Oliva,

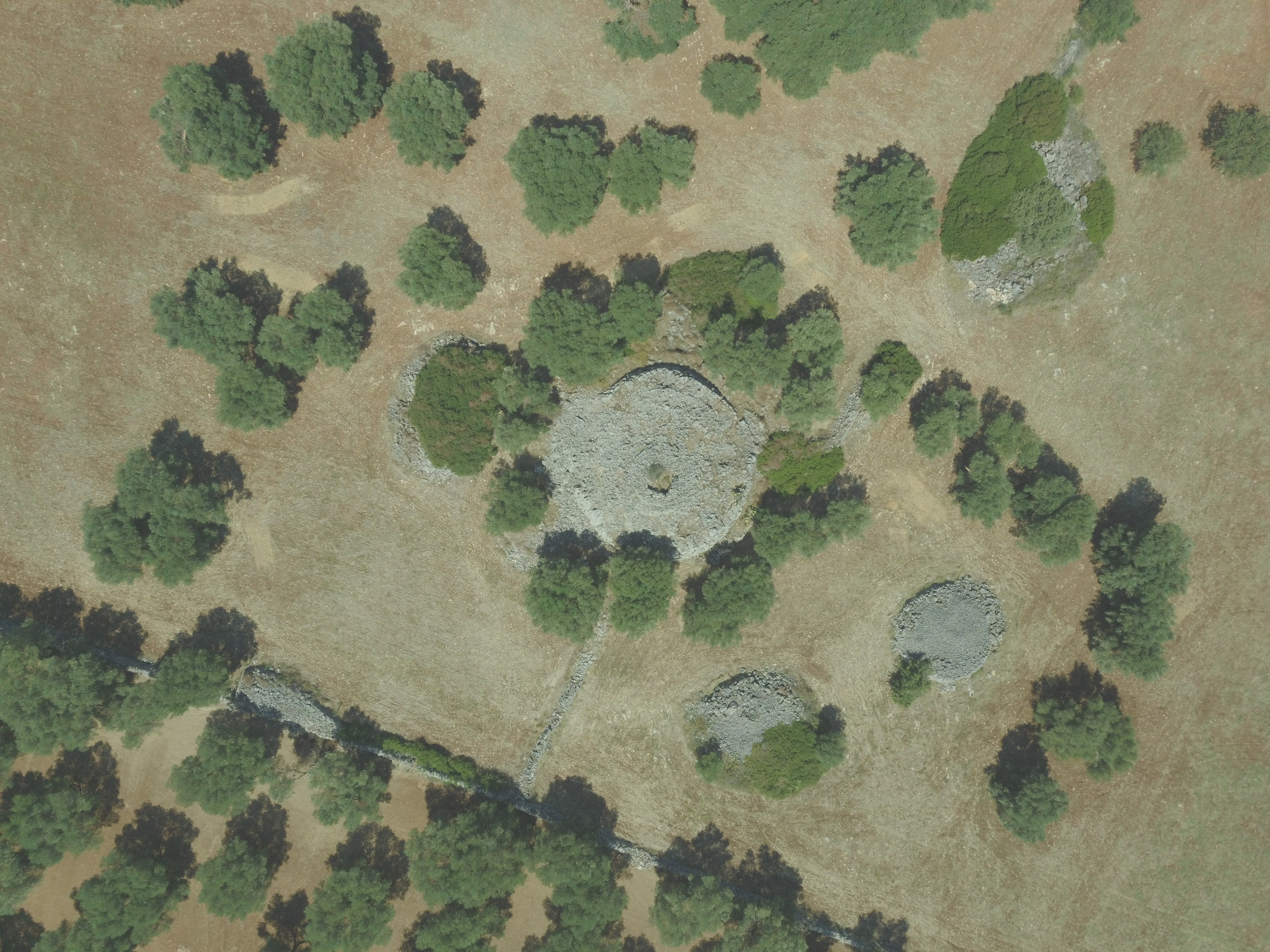
Specchia Castelluzzo - cinta di specchie Ceglie Messapica

- Specchia Puledri o di Vito Piccinno
- Specchia Capece,
- Specchia La Selva o Preziosa
- Specchia Cervarolo,
- Specchia Madonna della Grotta,
- Specchia Pezze di Ferro,
- Specchia Montefocaro,
- Specchia Virgilio o Casamassima
- Specchia San Paolo (distrutta),
- Specchia Sativa o Satia
- Specchia Foggia Vetere o del Convento Vecchio (ruderi)
- Specchia Tarantina.

Inoltre vi sono altre Specchie isolate che si è ipotizzato fossero di avamposto rispetto a quelle sopra elencate oppure punti di guardia lungo le vie della transumanza o comunque edifici di avvistamento fuori dalle mura, tra le varie troviamo:
- Specchia Giovannella
- Specchia Carlo di Noi
- Specchia Spezzatarallo
- Specchia Monte Marcuccio

È da ritenere che le specchie, o almeno alcune, abbiano avuto anche una funzione sepolcrale. Ad esempio la specchia di Castelluzzo presenta una struttura architettonica a carattere difensivo, ma all'interno sono state ritrovate celle funerarie e frammenti di terrecotte. Sono strutture che si innalzano, in forma approssimativamente conica, per un'altezza che in alcuni casi può raggiungere anche i 15 – 20 m. Il termine "specchia" deriva dal latino Spĕcŭla, speculae col significato di: "altura"; "vedetta"; "osservatorio".

#### Reperti
Il rinvenimento in contrada Mesola a Ceglie di una metopa rappresenta una delle più importanti scoperte degli ultimi decenni nell'ambito della scultura ellenistica tarantina. L'attribuzione dei vari frammenti a un unico monumento funerario e la sua collocazione nell'area dell'antica Caelia ne fanno un unicum all'interno della documentazione disponibile sinora. L'attenzione per l'edilizia funeraria caratterizza la produzione artistica tarantina di età tardoclassica ed ellenistica, con una progressiva crescita delle dimensioni e dell'impegno decorativo delle edicole erette sulle tombe delle famiglie appartenenti ai ceti emergenti della città. Questa produzione interessa in maniera molto minore anche altri insediamenti, come Eraclea, Canosa, Brindisi, oltre allo stesso territorio tarantino, indicando con chiarezza che la committenza e le officine di scultori si ubicavano nella stessa Taranto. Il materiale, però, proveniva certamente dall'esterno e l'area tra Ceglie e Ostuni sembra quella più probabile per la presenza in loco di banchi di pietra sedimentaria biancastra sfruttata per la decorazione architettonica sino all'Ottocento. Non è quindi casuale il rinvenimento in questa zona del grande monumento funerario, l'unico decorato da sculture noto al di fuori di Taranto, e che segnala ulteriormente un rapporto preferenziale tra l'insediamento di tradizione messapica e la capitale magnogreca, dipendente evidentemente anche da un sistema politico stabile. È probabile che in questo contesto sia maturata l'esigenza di adottare una tipologia tipicamente tarantina in un clima di forte omologazione culturale, utilizzando la disponibilità della pietra locale per costruire un naiskos su podio, destinato forse anche a un committente indigeno. La mancanza di elementi pertinenti all'ordine architettonico delle colonne non permette di accertare l'uso del corinzio tarantino per basi e capitelli, ma è probabile comunque che il monumento possa essere contemporaneo alla prima diffusione di questo sistema decorativo; sulla base delle osservazioni stilistiche, in mancanza di altri elementi contestuali disponibili, si può proporre per il momento una datazione compresa tra la fine del IV e i primi decenni del III secolo a.C., in questo caso molto probabilmente entro il 280 a.C., considerando inoltre che la guerra romano-tarantina svoltasi tra il 282 e il 272 a.C. ha certamente ridisegnato integralmente il sistema dei rapporti e delle influenze nella Puglia centro-meridionale, ridimensionando il ruolo egemone di Taranto nella regione.

### Aree naturali

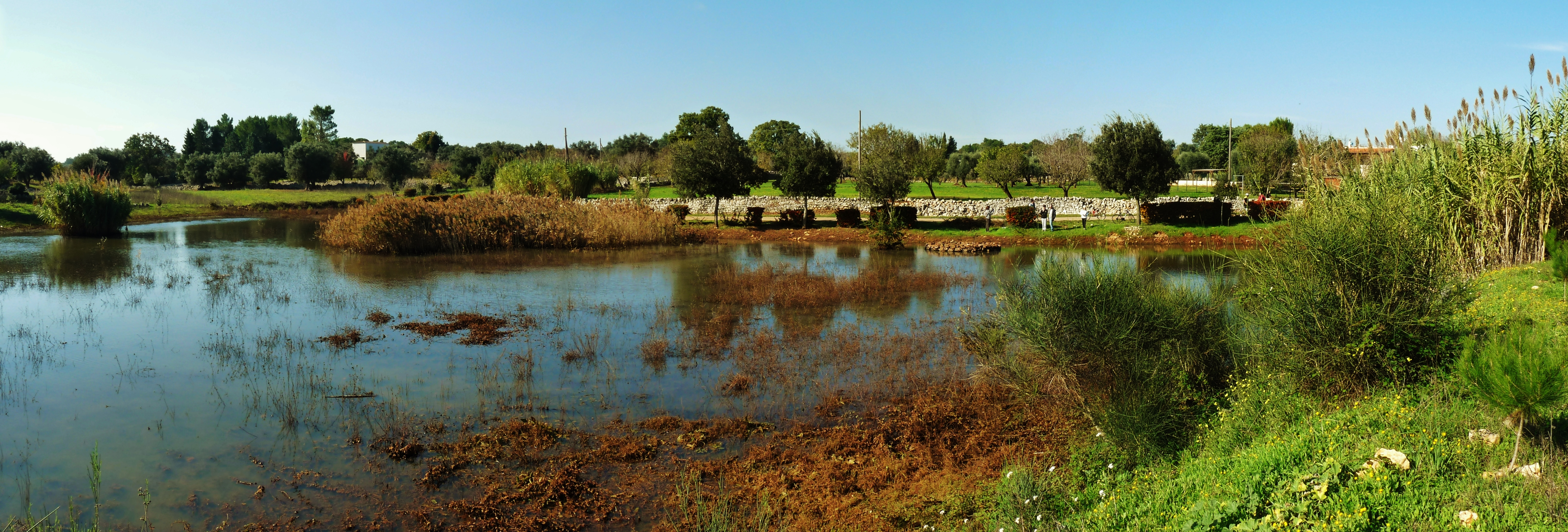
L'area naturale foggia di Sant'Anna

- Villa Comunale,[75] è stata la prima area verde creata a servizio della città, ha un'estensione di circa 3000 m2[6]. Sorge nell'area antistante all'ospedale civile e a piazza della Repubblica, al suoi interno ospita l'ottocentesco Calvario e un monumento a san Francesco d'Assisi, posto ai bordi della villa, dove un tempo incominciava la scalinata d'accesso al convento dei Cappuccini abbattuto nel 1965. All'interno dell'area verde sono presenti varie varietà di piante tra le quali: cedri, pini, palme e lecci; è inoltre presente un'area attrezzata e un parco giochi.
- Villa Cento Pini, è l'area verde più grande all'interno della città con un'estensione di circa 9000 m2[6]. La villa fu inaugurata il 1º settembre 1975[76]. Sorge in un'area che precedentemente alla realizzazione della villa era una depressione, chiamata localmente u patanar, parzialmente riempita e livellata rispetto alle zone circostanti. L'alberatura dell'area è stata realizzata impiantando per la maggior parte alberi di pino e in minima parte alberi di leccio. All'interno della villa sono presenti un'area attrezzata, un parco giochi per bambini, due campi da tennis e una bocciofila[77].

Le aree boschive o interessate dalla presenza di macchia mediterranea aventi maggiore estensione sono le seguenti: 
- bosco di San Pietro (120 ettari circa[6]);
- bosco e macchia di Montedoro (110 ettari);
- bosco e macchia di Facciasquata (100 ettari);
- bosco e macchia di Alfieri (41 ettari);
- bosco e macchia di Recupero;
- bosco e macchia di Tarturiello;
- macchia Abate Nicola (23 ettari);
- macchia di Seppunisi (18 ettari);
- macchia Fedele grande (44 ettari);
- macchia Carriero (7 ettari);
- bosco e macchia delle Montecchie (19 ettari);
- pineta Ulmo (11 ettari);
- bosco di Sacramento;
- macchia della Sardella (8 ettari);
- bosco di Casina Vitale (8 ettari);
- bosco e macchia d'Insarti (9 ettari);
- macchia di Selvaggi (2 ettari);
- macchia di Sumerano (27 ettari);
- macchia di Epicoco;
- macchia di Donno Santo.

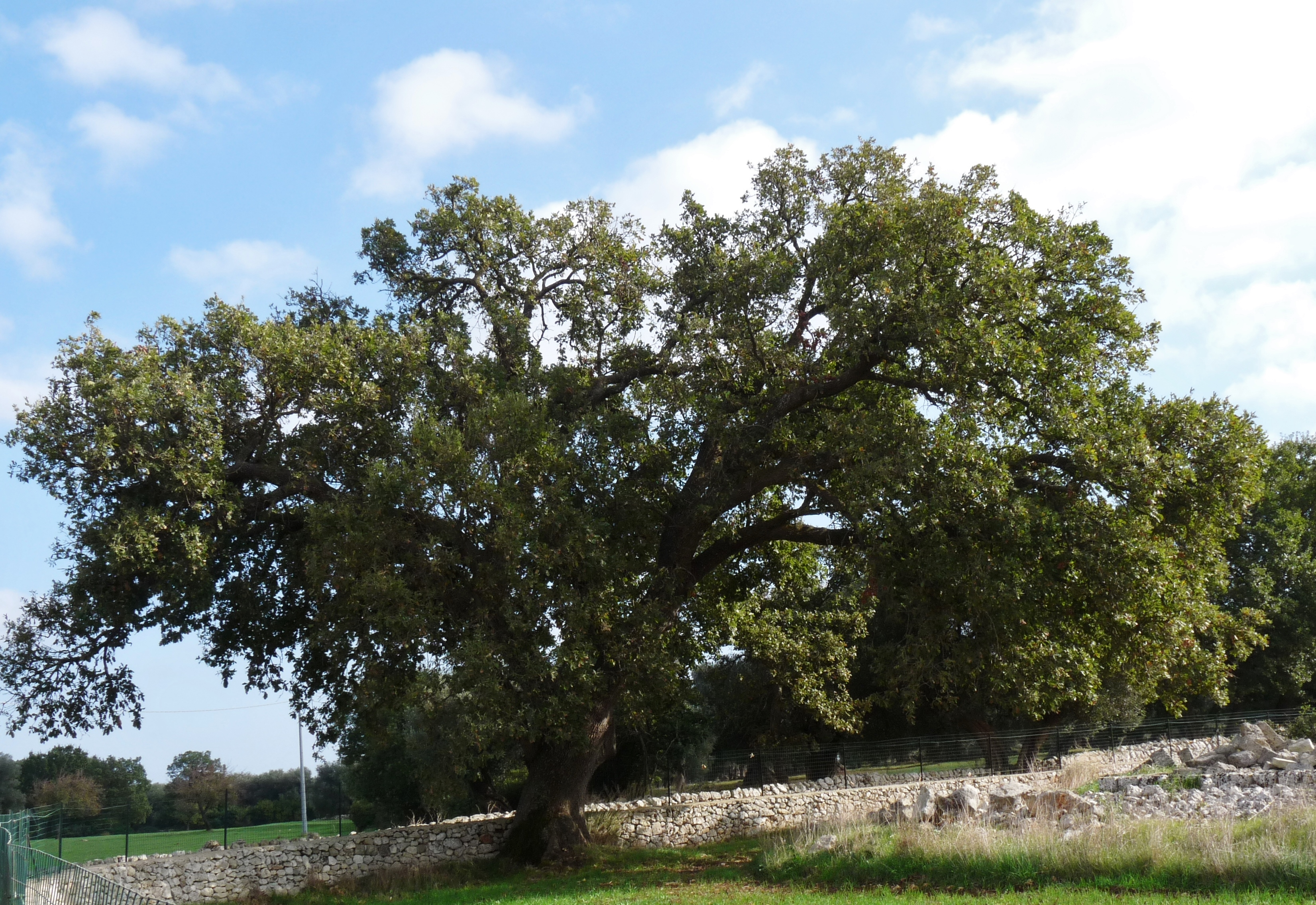
Roverella monumentale

Nel territorio di Ceglie sono presenti tre alberi monumentali censiti dal corpo forestale dello Stato:
- Pistacia lentiscus L., circonferenza 1,3 m; altezza 8 m; località Masseria le Montecchie;
- Quercus pubescens Willd., circonferenza 4,80 m; altezza 19 m; località Masseria le Montecchie;
- Phyllirea variabilis L., circonferenza 1,4 m; altezza 10 m; località Masseria le Montecchie.

## Società

### Evoluzione demografica
Abitanti censiti

### Etnie e minoranze straniere
Al 31 dicembre 2014 nel territorio comunale si registra la presenza di 461 stranieri regolari (182 maschi e 279 femmine), pari circa allo 2,3% della popolazione cegliese. Per quanto riguarda la suddivisione per paese d'origine degli stranieri, i dati sono sempre riferiti al 31 dicembre 2014, si evince che sono presenti (si riportano paese d'origine e numero individui per le nazionalità più consistenti):
- Romania: 266
- Gran Bretagna: 60
- Albania: 29
- Macedonia del Nord: 29
- Marocco: 20

### Lingue e dialetti

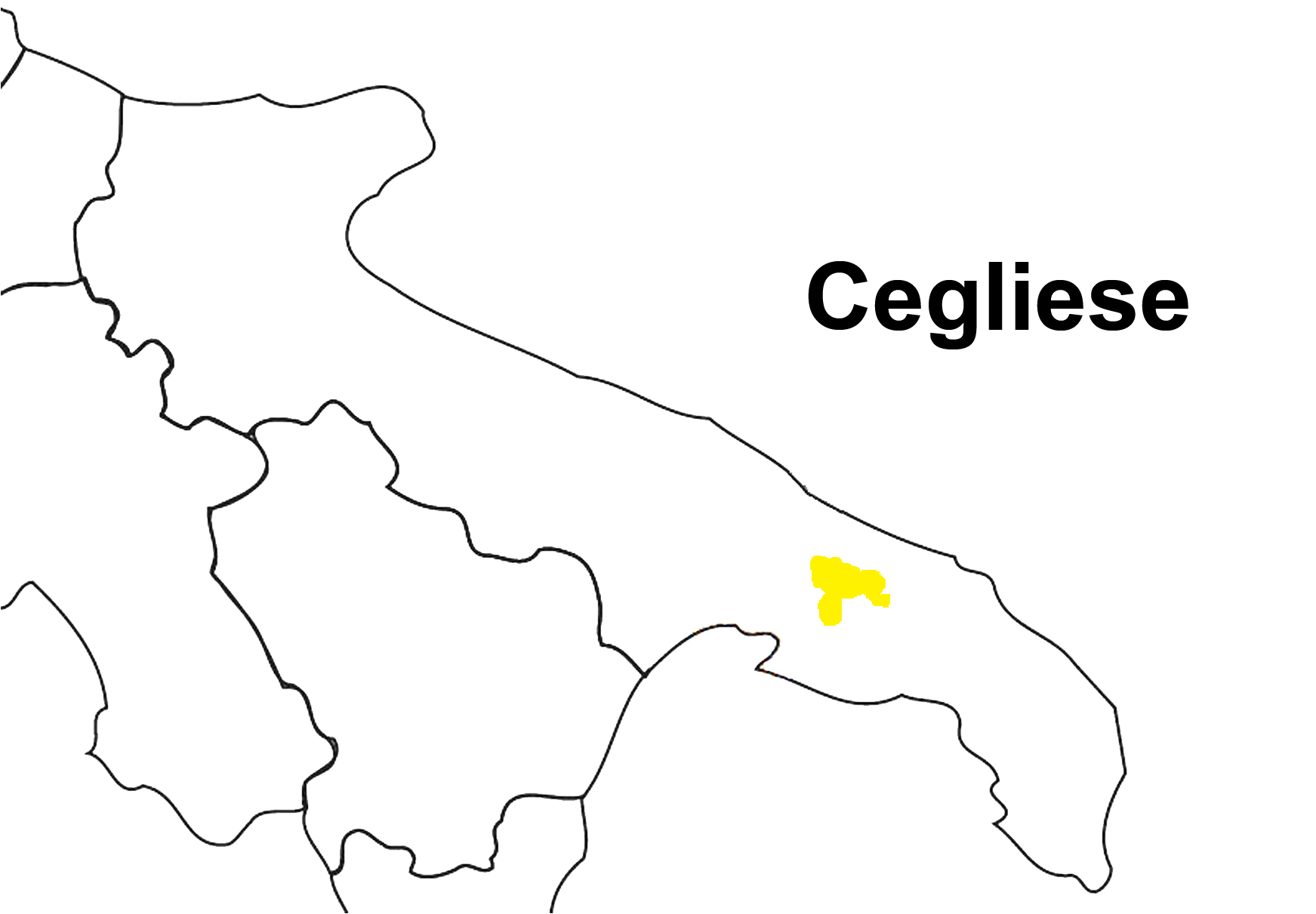
Dove è parlato il dialetto cegliese

Il dialetto parlato a Ceglie Messapica è «un idioma irto e arcaico, chiuso in un'enclave, o meglio al discrimine tra diverse aree linguistiche [...] sicché ha goduto nel tempo di una propria insularità che l'ha preservato da contaminazioni massificanti e imbastardimenti consumistici». I vocaboli usati sono nella maggioranza tarantini, ma la sua cadenza rimanda molto spesso ai dialetti pugliesi della fascia centrale. Nonostante una quasi coincidenza col vocabolario tarantino, si trovano anche vocaboli condivisi con tale fascia: ne sono un esempio i pronomi dimostrativi, cusse (questo) e cudde (quello), a differenza del tarantino che li indica con quiste (questo) e quidde (quello).
I dialetti dei piccoli centri limitrofi di San Michele Salentino e Villa Castelli derivano direttamente dal cegliese, per cui ne conservano moltissime assonanze e similitudini (le due cittadine furono infatti fondate da contadini e coloni cegliesi ivi trapiantatisi secoli or sono) soprattutto quello castellano.

### Religione
La religione più diffusa sul territorio è il Cristianesimo nella confessione cattolica. Risalgono all'età medioevale le prime tracce storiche di tipo religioso rinvenute nel territorio comunale e manifestano la presenza di comunità legate sia al culto di tipo romano sia greco-bizantino. In particolare sono presenti nel territorio comunale una cripta basiliana all'interno della grotta di S. Michele, in cui, grazie agli affreschi di chiara influenza bizantina e ai resti rinvenuti, è stato possibile stabilire la frequentazione della cavità da parte dei monaci bizantini basiliani già nell'VIII secolo. Oltre alla cripta altre strutture religiose di chiara origine medioevale sono la chiesa della Madonna della Grotta, la chiesa dell'Annunziata e l'abbazia di Sant'Anna. Nel corso dei secoli sono state costruite chiese, cappelle votive e piccole edicole per rafforzare e tener viva la religiosità cittadina. Attualmente Ceglie rientra nella giurisdizione episcopale della Diocesi di Oria e venera il patrono sant'Antonio da Padova e i compatroni san Rocco da Montpellier e sant'Anna. Ceglie ospita inoltre le spoglie di sant'Aurelia vergine e martire.

Il territorio comunale è suddiviso in quattro parrocchie.
Tra le minoranze religiose vi sono i Testimoni di Geova, che hanno anche un proprio luogo di culto e, come diretta conseguenza dell'immigrazione alcuni ortodossi.

### Tradizioni e folclore
Le feste patronali celebrano: 
- Sant'Antonio da Padova,[85] il 13 Giugno;

- Sant'Anna[86] il 26 Luglio;
- San Rocco[87] il 16 agosto;

Feste minori sono quelle legate a Sant'Antonio Abate, chiamato volgarmente a Ceglie "San Antonio di Vienna", il 17 Gennaio, con sagra e benedizione degli animali. Un tempo molto sentita era la festa di Sant'Annunziata e l'antica festa della Madonna della Grotta, un tempo la festa principale, festeggiata la terza domenica di Maggio e poi dal 15 al 18 Agosto, le cui fonti la fanno risalire a prima del 1473. La grande festa con annessa fiera fu bandita dalle leggi eversive del 1866.
Durante il periodo pasquale in città si svolgono i riti della Settimana Santa che includono le processioni della Domenica delle Palme, il pellegrinaggio ai Sepolcri e la processione dei Misteri, risalenti alla prima metà del 1700.
Un'altra tradizione molto sentita, ereditata dalla civiltà contadina, è quella della festività popolare dei "Giovedì di settembre", una tradizione attestata da fonti scritte dal 1812 ma sicuramente antecedente.
- Alle varie feste religiose si aggiunge il Festival dei Giochi Tradizionali, il festival ha cadenza annuale e si svolge durante i mesi estivi con varie manifestazioni anche durante l'inverno. Il Festival nasce nel 2005 con due scopi principali: il primo, quello di recuperare le tradizioni e i giochi di strada che i bambini svolgevano anticamente per intrattenersi; il secondo scopo è indirizzato alla promozione di un gioco consapevole e divertente oppenendosi alle pratiche del gioco-scommesse ed in particolare come sensibilizzazione verso il problema della Ludopatia. Durante l'anno, l'organo organizzatore chiamato Casarmonica viene invitato in varie località pugliesi per riproporre alcuni giochi che vengono svolti nell'edizione estiva.
- La Festa della Scascia Pignata è il nome dell'evento che si svolge durante il periodo di carnevale, il nome nasce dal termine dialettale cegliese per indicare il gioco della pentolaccia, tale gioco si lega alla tradizione Carnevalesca. Fu organizzato in maniera autonoma per la prima volta nel 2002 nel Corso Garibaldi, qui bambini e adulti si misurano in squadre per distruggere con un bastone la "pignatta", il contenitore di terracotta all'interno del quale vengono inseriti dolciumi vari.

## Cultura
La cittadina vanta il riconoscimento regionale di città d'arte e terra di gastronomia.

### Istruzione

#### Scuole
L'istruzione di primo grado a Ceglie è offerta da 2 istituti comprensivi, di circa 800 alunni, suddivisi in vari plessi scolastici. Fino al 2011, anno in cui è avvenuta la riorganizzazione degli istituti dell'istruzione primaria, Ceglie contava 2 circoli didattici, Edmondo De Amicis e Giovanni Bosco, per il coordinamento delle scuole elementari e materne e una scuola media inferiore intitolata a Giovanni Pascoli. È inoltre presente la Scuola Elementare e Materna privata intitolata al "Sacro Cuore di Gesù" retta dalle Suore domenicane missionarie di San Sisto.
L'istruzione di secondo grado è offerta dall'I.I.S.S. "Cataldo Agostinelli".
L'istituto nato nel 2000 per popolazione scolastica è uno dei maggiori della provincia e offre un'offerta formativa molto variegata, infatti la scuola conta 6 diversi indirizzi didattici:
- Liceo Classico;
- Liceo Scientifico, indirizzo tradizionale;
- Istituto Professionale per i Servizi Alberghieri e la Ristorazione;
- Istituto Professionale per l'Industria e l'Artigianato;
- Istituto Professionale per i Servizi Sociali;
- Istituto Tecnico Commerciale;

#### Università
Ceglie ospita una sede distaccata del conservatorio statale Tito Schipa di Lecce.
Ceglie era sede del Centro Internazionale di Gastronomia Mediterranea, denominato Med Cooking School, che aveva sede nell'ex convento dei Domenicani nel Centro medioevale della città.

### Biblioteca – Pinacoteca
La Biblioteca Pietro Gatti e la Pinacoteca Emilio Notte sono allocati in due distinte ali del Castello Ducale.
La Biblioteca comunale intitolata al poeta dialettale cegliese possiede testi e libri che riguardano la città di Ceglie, alcune pubblicazioni del poeta e numerosi testi da lui donati e il lascito (manoscritti, documenti e libri) del matematico Cataldo Agostinelli. Il patrimonio librario si può quantificare in quasi 16 000 testi.
La Pinacoteca Emilio Notte ospita alcune opere dell'artista futurista di origine cegliese donate dallo stesso alla civica amministrazione, tra le quali l'opera la "Crocefissione".

### Musei

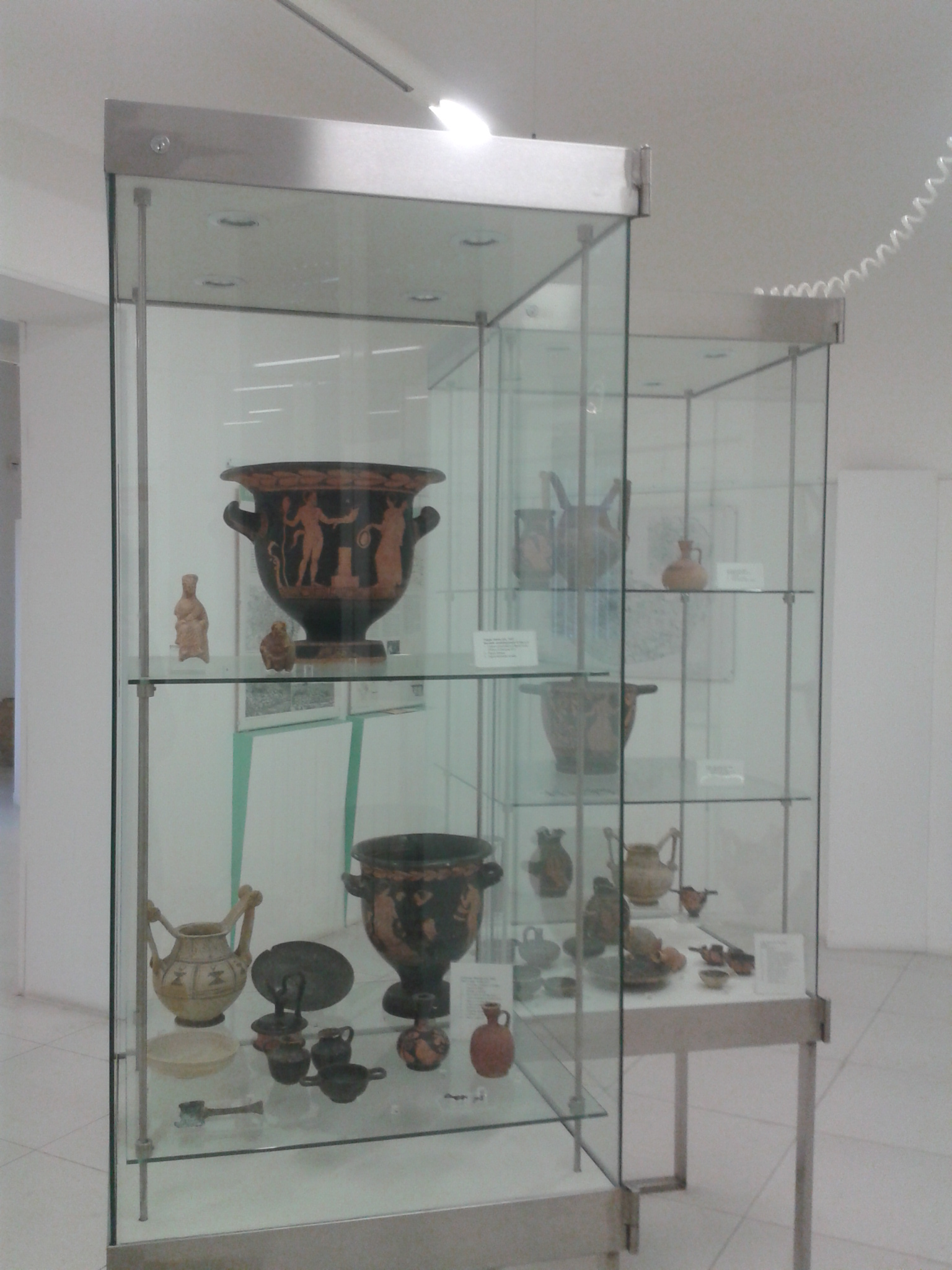
Ceramica Messapica - Centro Documentazione Archeologica Ceglie Messapica

Il museo comunale MAAC, Museo Archeologico e di Arte Contemporanea è allocato nei locali Ex OMNI in via Enrico De Nicola.
Il museo è strutturato su tre livelli, al piano terra rialzato è presente il Museo Archeologico ex Centro di Documentazione Archeologica comunale e al piano primo il Museo di Arte Contemporanea che ospita le opere che nelle varie edizioni hanno partecipato al concorso nazionale Emilio Notte.
Il MAAC è stato riaperto al pubblico nel maggio 2016 dopo lavori di restauro della struttura realizzati nell'ambito di un progetto finanziato con fondi europei che ha aveva il fine di rimodulare e riorganizzare l'offerta dell'intero sistema museale cegliese denominato "Sistema Gusto d'Arte".
Il museo archeologico, centro di documentazione archeologica ospita la mostra "Messapica Ceglie" organizzata dall'amministrazione comunale, dalla Soprintendenza per i Beni Archeologici della Puglia e con la collaborazione scientifica dell'Università di Lecce. La mostra comprende alcuni dei numerosi reperti archeologici (trozzelle messapiche, corredi funerari, iscrizioni ed epigrafi e monete) rinvenuti nel territorio comunale che spaziano dalla Preistoria all'età ellenistica corredati da documentazioni e cartografie riguardanti le attività di scavo effettuate negli ultimi decenni a Ceglie. Inoltre un ampio settore è dedicato al sistema difensivo della città di epoca messapica, costituito da cinte murarie, localmente note come "Paretoni" e Specchie. All'interno del museo inoltre sono presenti anche il calco della Tana delle Iene, cavità carsica scoperta nel 2000 in cui furono rinvenuti alcuni resti dell'età Paleolitico Inferiore Medio e un settore espositivo dedicato alle asce neolitiche rinvenute nel territorio comunale.

### Media
Music Italia TV, Video M Italia, Radio Ceglie, Radio Stella.

Si tiene a Ceglie Messapica dall'agosto 2018 la kermesse del giornale affaritaliani.it La Piazza condotta dal direttore della testata Angelo Maria Perrino.
Alla città di Ceglie Messapica è dedicata la sinfonia "I Messapi" scritta e diretta nel 2015 dal colonnello dei Carabinieri Maestro Vincenzo Borgia, già direttore della banda dell'Arma, in memoria del popolo che fondò la cittadina.

### Cucina
Tra i prodotti della cucina cegliese troviamo il biscotto cegliese e il panino cegliese.

#### Melanzane con l'aglio in culo
Questa antica ricetta contadina si differenzia dalle comuni melanzane ripiene per la preparazione e cottura oltre che per l'impiego dell'aglio e del pecorino.

#### Focaccia Cegliese
Il prodotto si differenzia dalla focaccia barese poiché chiusa e ripiena, tipicamente condita con cipolla, pomodori e ricotta forte, la preparazione del prodotto si è diffusa poi nelle città limitrofe.

#### Biscotto cegliese

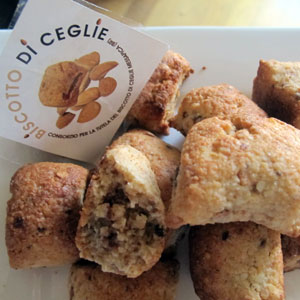
Biscotto di Ceglie Messapica

Il "Biscotto di Ceglie", è riconosciuto come "Presidio Slow Food" e come prodotto agroalimentare tradizionale (P.A.T.).
Si tratta di un pasticcino a base di mandorle tostate, con marmellata di amarene e limone, ricoperto con una glassa a base di zucchero e cacao (u sceléppe). Per la sua realizzazione sono impiegate mandorle di produzione locale, di una varietà chiamata "cegliese" contraddistinta dal guscio semiduro. In passato, i biscotti cegliesi erano prodotti dalle famiglie contadine in occasione delle feste importanti e dei banchetti nuziali.

#### Panino cegliese
L'invenzione e diffusione del panino cegliese viene attribuita a Vincenzo Zito (bottegaio di generi alimentari) che per primo commercializzo il panino con la sua originale ricetta. Si tratta di un panino (rosetta o pagnotta) farcito con tonno e olio extravergine d'oliva brindisino, fette di provolone stagionato e piccante, capperi dissalati e fette di mortadella.

## Geografia antropica
L'attuale centro urbano è il risultato di uno sviluppo urbanistico durato più secoli.
Il nucleo originario dell'antica città è individuabile nell'attuale centro storico, intorno a esso, soprattutto a partire dal Settecento e Ottocento, si svilupparono nuovi rioni. Alla crescita demografica è corrisposta la costruzione di nuovi edifici pubblici: Chiesa di San Rocco; Chiesa di San Gioacchino, Teatro comunale, Torre dell'orologio, Calvario, Macello Comunale, Cimitero comunale.
Nel corso del Novecento la città ha teso da prima a svilupparsi lungo le principali direttrici viarie, in direzione della stazione ferroviaria e soprattutto a partire dagli anni settanta si è assistito a una nuova espansione della città con la realizzazioni di nuove lottizzazioni e quartieri che comunque hanno mantenuto impianto urbanistico simile a quello originario, caratterizzato da una compattezza dell'edificato e da assi viari aventi sezioni minime. Gli ultimi importanti interventi urbanistici hanno riguardato l'area a sud dell'abitato, quando a partire dagli anni ottanta lungo la direttrice per Francavilla Fontana, in maniera non contigua all'impianto urbano persistente, sono stati realizzati una zona abitativa PEEP e di edilizia popolare legge n. 167, la zona P.I.P. a servizio del quartiere in cui hanno sede attività di tipo artigianale.
Inoltre a ridosso dell'abito, soprattutto nella contrada Montevicoli e sulla strada che conduce a Martina Franca, sono sorte delle zone periurbane residenziali caratterizzate da bassa densità insediativa che comunque hanno comportato un notevole frazionamento del tessuto agrario.

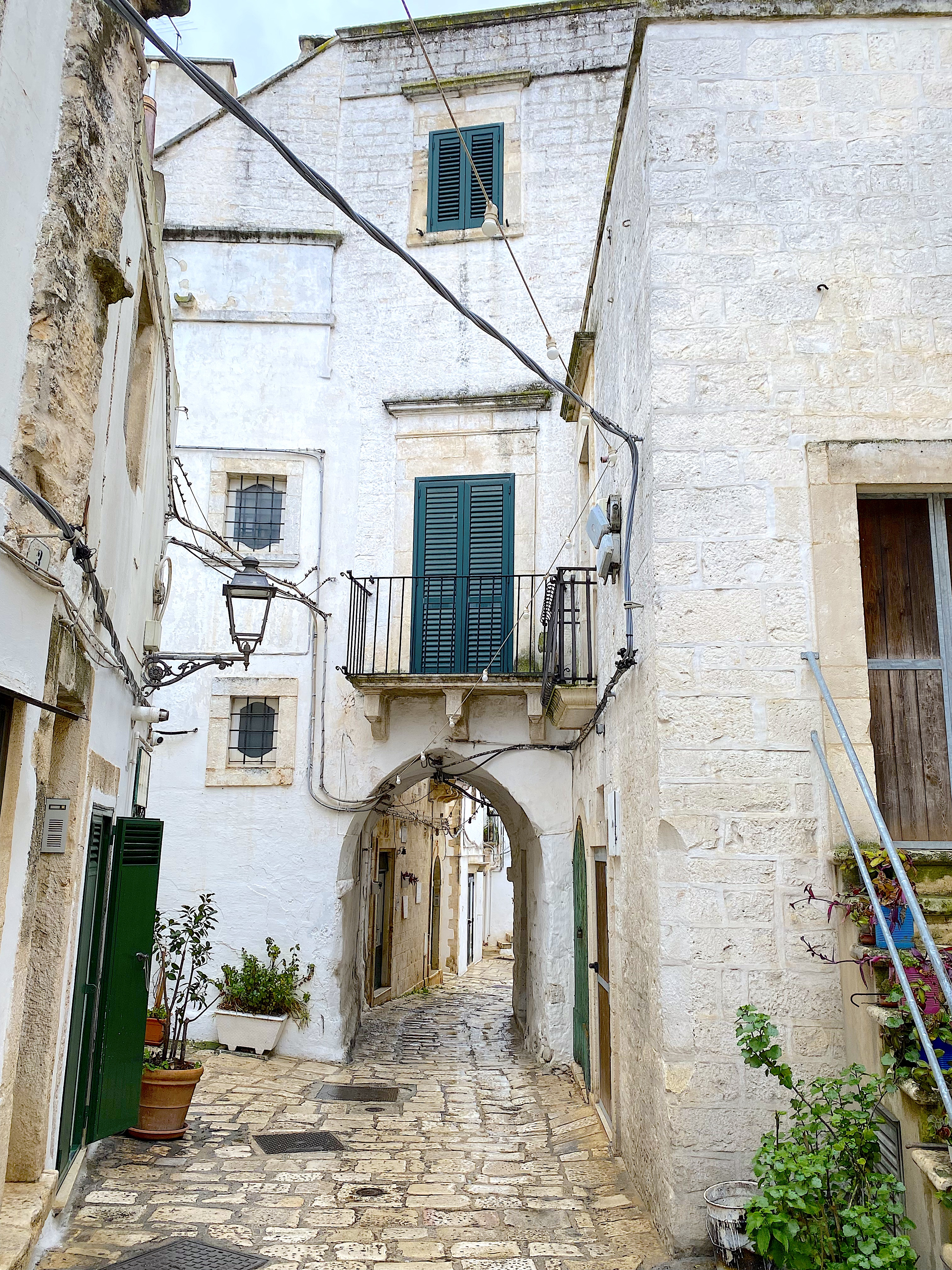
Arco nel Centro Storico

### Centro storico
Il centro storico di impianto medioevale sorge nella parte finale di uno dei 2 colli su cui si è sviluppata la città. Per le caratteristiche geomorfologiche, che permettevano una facile fortificazione dell'area attraverso cinte murarie, il sito già in età messapica fu scelto come punto per realizzare l'acropoli e i tempi.
L'attuale tessuto urbano è invece sormontato dal Castello Ducale e dalla Collegiata, intorno a essi seguendo le linee morfologiche del colle si sviluppano, quasi a formare una figura circolare, una fitta rete di viuzze strette e tortuose, vie e scalinate (quasi tutte lastricate in pietra locale con le cosiddette chianche), interrotte da spiazzi o larghi (i più grandi: Largo Ognissanti, Largo Celso e Piazza Vecchia) e qualche sottopasso. Sulle caratteristiche viuzze si affacciano per lo più piccole unità immobiliari sviluppate su 2 livelli, in rari casi su 3. Le unità immobiliari si caratterizzano per la presenza di piccole porte di accesso, scalinate esterne, piccoli balconcini realizzati ai livelli superiori e le caratteristiche finestre che hanno la particolarità di avere 4 piedritti sporgenti rispetto alle facciate in corrispondenza degli angoli. Le piccole abitazioni, scialbate con latte di calce, l'una simile all'altra, danno ai vicoli quasi un aspetto uniforme che viene interrotto episodicamente dalla presenza di edifici di maggiori dimensioni come: il Castello, le chiese, il convento dei domenicani e i palazzi gentilizi.
Il centro storico per essere "un unicum ambientale-architettonico di notevole valore" è interamente sottoposto a vincolo paesaggistico al fine di tutelare l'area di "notevole interesse pubblico" dal D.M. del 18 maggio 1999.

### Rioni
I rioni Medioevali ci sono pervenuti tramite un atto che desciveva le squadre partecipanti ad un torneo di giostre previsto in passato ogni anno in occasione della festa della Madonna della Grotta; questi sono:
- Piazza (Piazza Vecchia)
- San Demetrio
- Viuzza del centroChianche di Scarano
- Ognissanti
- Porticella
- Spezieria
- Sotto San Nicola (oggi contrada)
- Molino Vecchio
- Lo Burgo

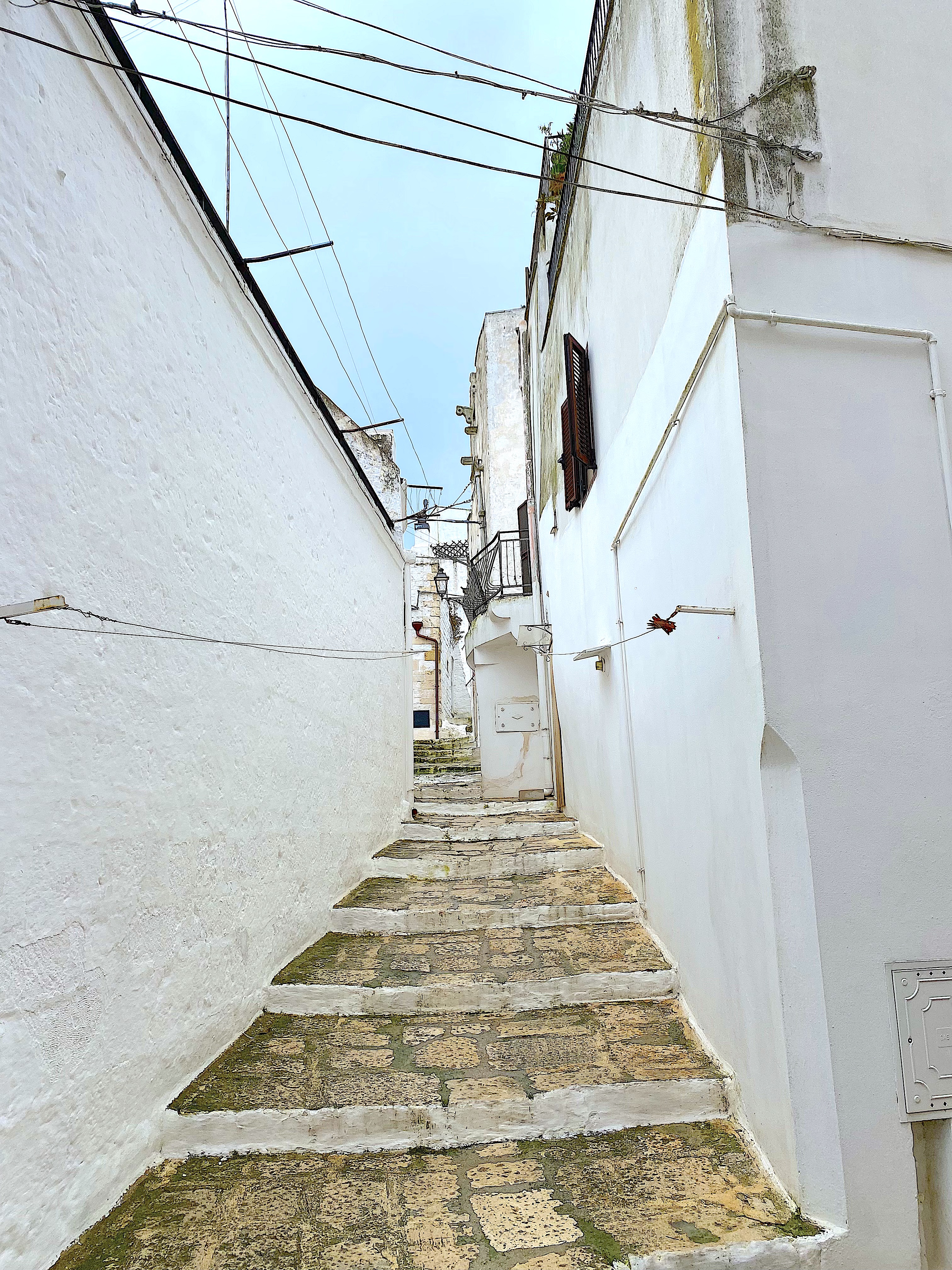
Viuzza del centro

I rioni al di fuori delle mura sono nati come naturale espansione del centro medioevale, in parte su quelli che un tempo dovevano essere gli orti a servizio della città, infatti alcune delle principali vie di questi quartieri conservano nel loro nome la dicitura "orto" (esempi: via Orto Nannavecchia, via Orto di Burla, via Orto del Capitolo e via Orto Lamarina).
I nuovi rioni sorti a partire dai primi anni dell'Ottocento riunivano in un certo modo la città alle strutture religiose che nei secoli precedenti erano sorte nelle sue vicinanze, in particolare all'abbazia medioevale di Sant'Anna, al convento cinquecentesco dei frati cappuccini e alla cappella, poi divenuta chiesa nella seconda metà del secolo, dedicata a san Rocco.
Le abitazioni appaiono simili a quelle del centro storico, anche se sviluppate principalmente su tre livelli, i lotti restano di piccole dimensioni. Il tessuto urbano appare più organizzato, le strade si allargano leggermente e si sviluppano in maniera rettilinea e ortogonale. Il tessuto urbano viene interrotto dalle due piazze (Plebiscito e Sant'Antonio), da vie più ampie (corso Garibaldi, via Dante Alighieri, via San Rocco e via Sant'Anna) e da alcuni edifici di maggiori dimensioni (chiese, alcuni palazzi e gli edifici pubblici costruiti in quel periodo).
I rioni post-medioevali sono:
- Muriggini o Beneficio
- Mammacara
- Sant'Anna
- San Rocco
- Ospizio
- Orto Nannavecchia
- Orto Di Burla
- Orto Lamarina
- Orto del Capitolo
- Cappuccini o Colucci

Anche questa zona è tutelata dallo stesso vicolo paesaggistico del centro storico.
Il rione Muriggini o Beneficio nasce con la concessione del suolo del Beneficio della grancia di proprietà della Chiesa di Sant'Annunziata, con lo sviluppo del rione fu poi costruito nelle vicinanze il tempio di San Gioacchino.
Il rione Cappuccini o Colucci, trae il nome dall'omonimo convento del Cinquecento dei padri Cappuccini che sorgeva ove ora è l'Ospedale civile, nella toponomastica locale si definisce tale zona come (Sobb'a Culuccij), facendo riferimento alla naturale espansione del rione Cappuccini avuta lungo l'asse della "Via Colucci".
Il rione Ospizio è compreso tra Via Giuseppe Verdi, Via Francesco Argentieri e Via Orto Lamarina, il nome deriva dal Convento con annesso Ospizio dei Padri Carmelitani edificato nel 1696 e che che sorgeva nei pressi del civico 63 di via Argentieri, distrutto dal terremoto che colpì il salento nel 1743. Del Convento rimane in via Argentieri un balcone loggiato.

## Economia

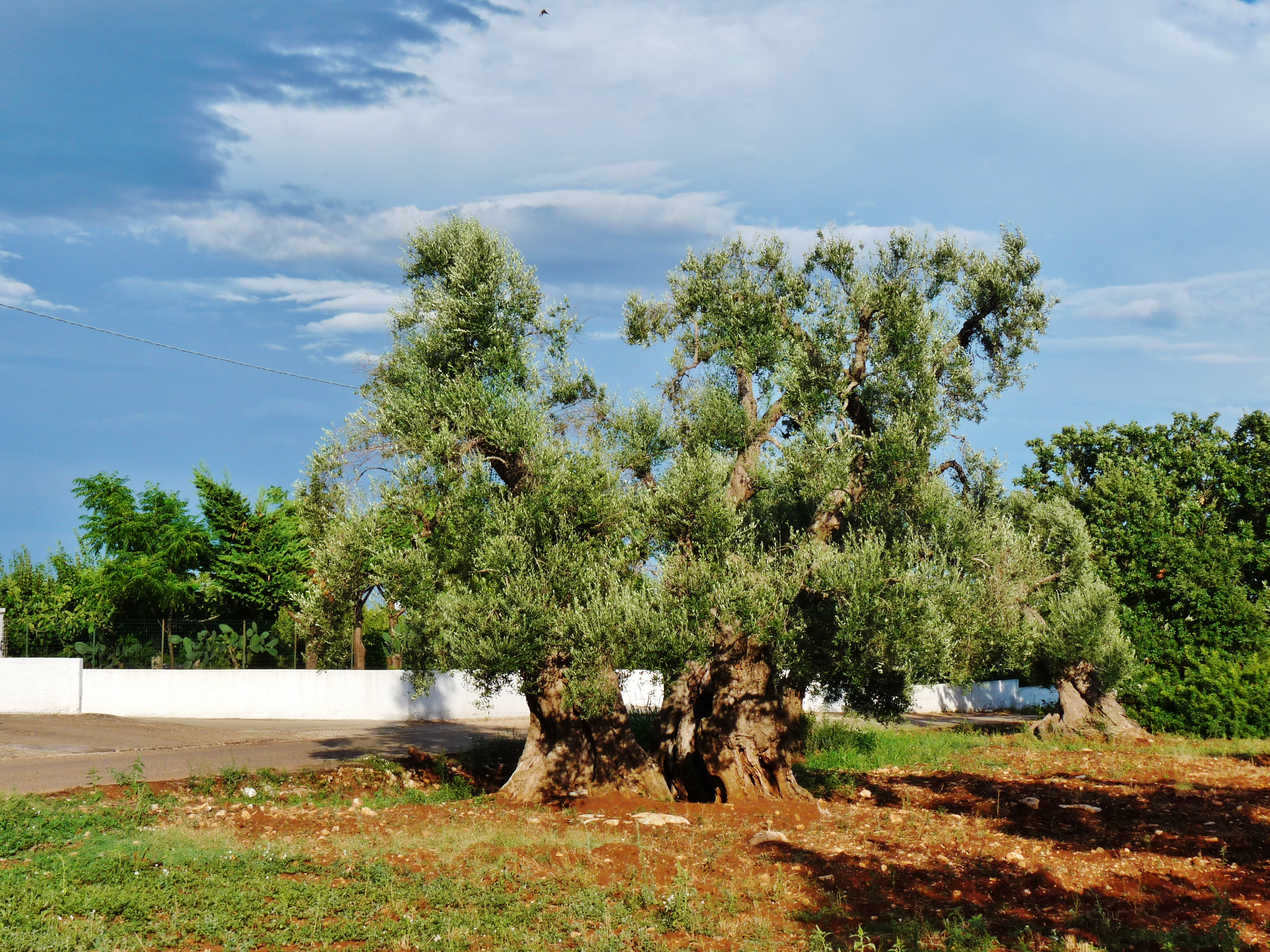
Albero di olivo monumentale fotografato nelle campagne di Ceglie

L'economia è basata prevalentemente sull'agricoltura (soprattutto ulivi e viti), anche se non mancano attività manifatturiere.

### Agricoltura
Il settore agricolo si basa principalmente sulla coltura dell'olivo, del mandorlo, del fico. della vite e del ciliegio.La produzione di mandorle serve per la produzione dolciaria, soprattutto del biscotto cegliese. Nel territorio è molto attivo anche l'allevamento di bovini ovini, suini e caprini.
Il territorio di Ceglie rientra nell'area di produzione della DOP Olio Collina di Brindisi.

## Infrastrutture e trasporti
Il sistema viario extraurbano di Ceglie Messapica è imperniato su alcune arterie di rilevanza locale:
- la strada statale 581 di Massafra garantisce i collegamenti verso Martina Franca a ovest e verso San Michele Salentino, San Vito dei Normanni e Brindisi, a est;
- la strada provinciale 22 permette il collegamento con Ostuni;
- la strada provinciale 24 permette il collegamento con Villa Castelli;
- la strada provinciale 26 congiunge la città a Francavilla Fontana;
- la strada provinciale 16 garantisce il collegamento con Cisternino;

Il servizio pubblico urbano è consentito da bus messi a disposizione dal Comune, i collegamenti extra-urbani sono invece affidati alle società Stp, Ctp e Fse.
La stazione ferroviaria di Ceglie è posta sulla linea Martina Franca - Lecce delle Ferrovie del Sud Est, che collega diversi comuni interni del Salento.

## Amministrazione

### Tabella Sindaci
| Periodo           | Periodo          | Primo cittadino            | Partito                           | Carica      | Note                                |
| ----------------- | ---------------- | -------------------------- | --------------------------------- | ----------- | ----------------------------------- |
| maggio 1945       | ottobre 1945     | Rocco Spina                | Partito Comunista Italiano        | Sindaco     |                                     |
| 1945              | 1946             | Francesco Allegretti Cenci | Democrazia Cristiana              | Sindaco     |                                     |
| 1946              |                  | Carlo Colucci              |                                   | Sindaco     |                                     |
| 1946              | 1947             | Alessandro Argentiero      |                                   | Sindaco     |                                     |
| 1947              |                  | Martino Quarto             |                                   | Sindaco     |                                     |
| 1947              |                  |                            |                                   | Comm. pref. |                                     |
| 1947              | 13 aprile 1948   | Martino Quarto             |                                   | Sindaco     |                                     |
| 13 aprile 1948    | 18 maggio 1949   | Pasquale Bevilacqua        |                                   | Comm. pref. |                                     |
| 18 maggio 1949    | 1953             | Alberto Montesani          | Democrazia Cristiana              | Sindaco     |                                     |
| 1953              | 2 maggio 1954    | Luigi Ricci                | Democrazia Cristiana              | Sindaco     |                                     |
| 2 maggio 1954     | 13 gennaio 1965  | Cosimo Mastro              | Democrazia Cristiana              | Sindaco     | elezioni comunali 1954, 1958 e 1962 |
| 13 gennaio 1965   | 30 agosto 1978   | Camillo Caliandro          | Democrazia Cristiana              | Sindaco     | elezioni comunali 1967 e 1972       |
| 31 agosto 1978    | 19 gennaio 1980  | Vincenzo De Fazio          | Democrazia Cristiana              | Sindaco     | elezioni comunali 1978              |
| 19 gennaio 1980   | 8 settembre 1981 | Oronzo Elia                | Democrazia Cristiana              | Sindaco     |                                     |
| 25 settembre 1981 | 11 ottobre 1983  | Cosimo Gioia               | Democrazia Cristiana e PSDI       | Sindaco     |                                     |
| 11 ottobre 1983   | 18 luglio 1986   | Cosimo Mastro              | Democrazia Cristiana e PSI        | Sindaco     | elezioni comunali 1983              |
| 19 luglio 1986    | 20 aprile 1993   | Paolo Locorotondo          | Democrazia Cristiana e PSDI       | Sindaco     | elezioni comunali 1988              |
| 20 aprile 1993    | 6 dicembre 1993  | Mario Giannuzzi            |                                   | Comm. pref. |                                     |
| 6 dicembre 1993   | 30 dicembre 1994 | Pietro Mita                | Centro-Sinistra                   | Sindaco     |                                     |
| gennaio 1995      | giugno 1995      | Rosa Maria Simone          |                                   | Comm. pref. |                                     |
| 9 giugno 1995     | 27 giugno 1999   | Pietro Mita                | Rifondazione Comunista            | Sindaco     |                                     |
| 27 giugno 1999    | 30 marzo 2001    | Pietro Magno               | Centro-Destra                     | Sindaco     |                                     |
| 30 marzo 2001     | 27 maggio 2002   | Rosa Maria Simone          |                                   | Comm. pref. |                                     |
| 27 maggio 2002    | 31 maggio 2004   | Mario Annese               | Centro-Destra                     | Sindaco     |                                     |
| 31 maggio 2004    | 18 aprile 2005   | Clara Minerva              |                                   | Comm. pref. |                                     |
| 18 aprile 2005    | 12 aprile 2010   | Pietro Federico            | Centro-Sinistra                   | Sindaco     |                                     |
| 12 aprile 2010    | 2 ottobre 2019   | Luigi Caroli               | vari partiti di Centro-Destra     | Sindaco     |                                     |
| 4 ottobre 2019    | 5 ottobre 2020   | Pasqua Erminia Cicoria     |                                   | Comm. pref. |                                     |
| 5 ottobre 2020    | in carica        | Angelo Palmisano           | Fratelli d'Italia e liste civiche | Sindaco     |                                     |

## Sport

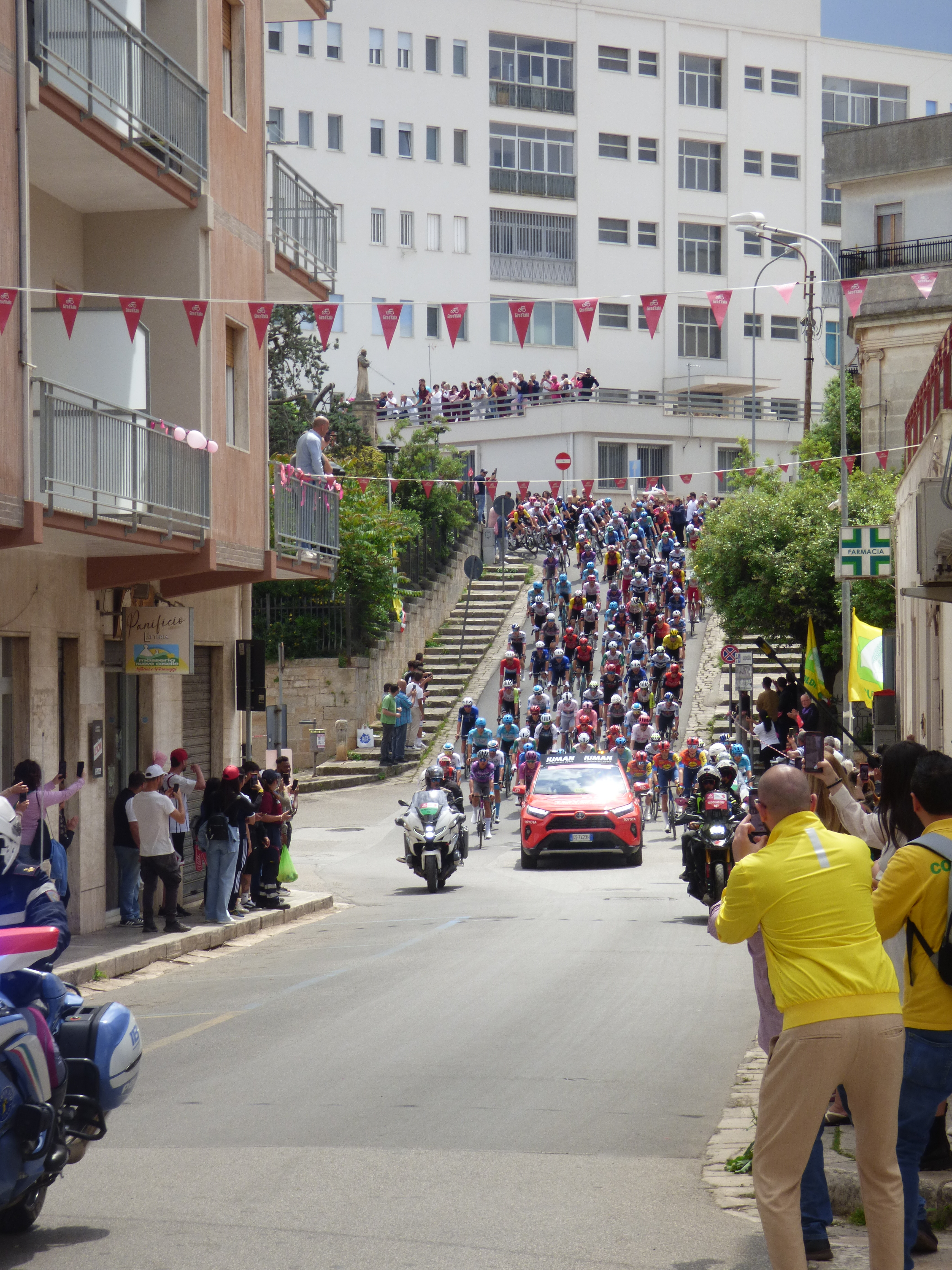
Giro d'Italia - 5ª tappa Ceglie Messapica - Matera - passaggio del gruppo

Ha sede nel comune la società di calcio A.S.D Calcio Ceglie, che ha disputato campionati dilettantistici regionali e la Taf Ceglie, entrambe le società giocano le loro partite allo Stadio Comunale G. Stoppa.
Il Circolo Tennis Ceglie milita nel campionato di Serie C.
Le due squadre cittadine del Volley Ceglie e della Nuova Pallavolo Ceglie disputano i campionati regionali maschili in Serie C e in Serie D; la Nuova Pallavolo Ceglie ha una compagine femminile militante in Prima Divisione.
La squadra di basket maschile Nuova Pallacanestro Ceglie 2001 milita nel campionato di promozione.
Avevano sede nel comune la società New Basket Ceglie e la Maicard Basket Ceglie, non più attive.
Dal 1952 si disputa nel comune e dintorni la Coppa Messapica, una corsa in linea di ciclismo su strada riservata agli Uomini Élite e Under-23.
Nel 2025 è città di tappa della 108ª edizione del Giro d'Italia.